# ATP Challenger Tour 2017
L'ATP Challenger Tour 2017 è stata una serie di tornei internazionali maschili studiati per consentire a giocatori di seconda fascia di acquisire un ranking sufficiente per accedere ai tornei del circuito maggiore. Si sono tenuti 155 tornei con montepremi da 50.000 $ fino a 150.000 $. È stata la 40ª edizione del circuito Challenger, la 9ª sotto questo nome.

## Calendario

### Legenda
| Serie regolari |

### Gennaio
| Settimana  | Torneo                                                                                       | Campione                                                    | Finalista                                   | Semifinalisti                           | Eliminati ai quarti                                                         |
| ---------- | -------------------------------------------------------------------------------------------- | ----------------------------------------------------------- | ------------------------------------------- | --------------------------------------- | --------------------------------------------------------------------------- |
| 2 gennaio  | Internationaux de Nouvelle-Calédonie Numea, Nuova Caledonia $75,000+H – Cemento – 32S/8Q/15D | Adrian Mannarino 6–3, 7–5                                   | Nikola Milojević                            | Alejandro Falla Roberto Carballés Baena | Kenny De Schepper Tristan Lamasine Mathias Bourgue Adrián Menéndez Maceiras |
| 2 gennaio  | Internationaux de Nouvelle-Calédonie Numea, Nuova Caledonia $75,000+H – Cemento – 32S/8Q/15D | Quentin Halys Tristan Lamasine 7–6(9), 6–1                  | Adrián Menéndez Maceiras Stefano Napolitano | Alejandro Falla Roberto Carballés Baena | Kenny De Schepper Tristan Lamasine Mathias Bourgue Adrián Menéndez Maceiras |
| 2 gennaio  | City of Onkaparinga ATP Challenger Happy Valley, Australia $75,000 – Cemento – 32S/22Q/16D   | Peter Gojowczyk 6–3, 6–1                                    | Omar Jasika                                 | Denis Kudla Joris De Loore              | Ruben Bemelmans Darian King Peter Polansky Márton Fucsovics                 |
| 2 gennaio  | City of Onkaparinga ATP Challenger Happy Valley, Australia $75,000 – Cemento – 32S/22Q/16D   | Hans Podlipnik-Castillo Max Schnur 7–6(5), 4–6, [10–6]      | Steven De Waard Marc Polmans                | Denis Kudla Joris De Loore              | Ruben Bemelmans Darian King Peter Polansky Márton Fucsovics                 |
| 2 gennaio  | Bangkok Challenger Bangkok, Thailandia $50,000+H – Cemento – 32S/32Q/16D                     | Janko Tipsarević 6–3, 7–6(1)                                | Blaž Kavčič                                 | Yūichi Sugita Maximilian Marterer       | Jeremy Jahn Marius Copil Yannick Mertens Cristian Garín                     |
| 2 gennaio  | Bangkok Challenger Bangkok, Thailandia $50,000+H – Cemento – 32S/32Q/16D                     | Gregoire Barrere Jonathan Eysseric 6–3, 6–2                 | Yūichi Sugita Wu Di                         | Yūichi Sugita Maximilian Marterer       | Jeremy Jahn Marius Copil Yannick Mertens Cristian Garín                     |
| 9 gennaio  | Canberra Challenger Canberra, Australia $75,000 – Cemento – 32S/17Q/16D                      | Dudi Sela 3–6, 6–4, 6–3                                     | Jan-Lennard Struff                          | Steve Darcis Alejandro Falla            | Konstantin Kravčuk Denis Shapovalov Carlos Berlocq Samuel Groth             |
| 9 gennaio  | Canberra Challenger Canberra, Australia $75,000 – Cemento – 32S/17Q/16D                      | Andre Begemann Jan-Lennard Struff 6–3, 6–4                  | Carlos Berlocq Andrés Molteni               | Steve Darcis Alejandro Falla            | Konstantin Kravčuk Denis Shapovalov Carlos Berlocq Samuel Groth             |
| 9 gennaio  | Bangkok Challenger II Bangkok, Thailandia $50,000+H – Cemento – 32S/28Q/16D                  | Janko Tipsarević 6–2, 6–3                                   | Li Zhe                                      | Daniel Altmaier Cristian Garín          | Axel Michon Shuichi Sekiguchi Yannick Maden Jürgen Zopp                     |
| 9 gennaio  | Bangkok Challenger II Bangkok, Thailandia $50,000+H – Cemento – 32S/28Q/16D                  | Sanchai Ratiwatana Sonchat Ratiwatana 7–6(4), 7–5           | Sadio Doumbia Fabien Reboul                 | Daniel Altmaier Cristian Garín          | Axel Michon Shuichi Sekiguchi Yannick Maden Jürgen Zopp                     |
| 16 gennaio | Koblenz Open Coblenza, Germania €43,000+H – Cemento indoor – 32S/32Q/16D                     | Ruben Bemelmans 6–4, 3–6, 7–6(0)                            | Nils Langer                                 | Jeremy Jahn Daniel Masur                | Filip Krajinović Kenny De Schepper Daniel Brands Cedrik-Marcel Stebe        |
| 16 gennaio | Koblenz Open Coblenza, Germania €43,000+H – Cemento indoor – 32S/32Q/16D                     | Hans Podplinik-Castillo Andrėj Vasileŭski 7–5, 3–6, [16–14] | Roman Jebavý Lukáš Rosol                    | Jeremy Jahn Daniel Masur                | Filip Krajinović Kenny De Schepper Daniel Brands Cedrik-Marcel Stebe        |
| 23 gennaio | Open de Rennes Rennes, Francia €85,000+H – Cemento indoor – 32S/32Q/16D                      | Uladzimir Ihnacik 6(6)–7, 6–3, 7–6(5)                       | Andrej Rublëv                               | Blaž Kavčič Mathias Bourgue             | Lee Duck-hee Vincent Millot Tejmuraz Gabašvili Paul-Henri Mathieu           |
| 23 gennaio | Open de Rennes Rennes, Francia €85,000+H – Cemento indoor – 32S/32Q/16D                      | Evgenij Donskoj Michail Elgin 6–4, 3–6, [11–9]              | Julian Knowle Jonathan Marray               | Blaž Kavčič Mathias Bourgue             | Lee Duck-hee Vincent Millot Tejmuraz Gabašvili Paul-Henri Mathieu           |
| 23 gennaio | Honolulu Challenger Lahaina, Stati Uniti $75,000 – Cemento – 32S/22Q/16D                     | Chung Hyeon 7–6(3), 6–1                                     | Tarō Daniel                                 | Cameron Norrie Henri Laaksonen          | Alexander Sarkissian Mitchell Krueger Tennys Sandgren Michael Mmoh          |
| 23 gennaio | Honolulu Challenger Lahaina, Stati Uniti $75,000 – Cemento – 32S/22Q/16D                     | Austin Krajicek Jackson Withrow 6–4, 6–3                    | Bradley Klahn Tennys Sandgren               | Cameron Norrie Henri Laaksonen          | Alexander Sarkissian Mitchell Krueger Tennys Sandgren Michael Mmoh          |
| 30 gennaio | Challenger of Dallas Dallas, Stati Uniti $125,000 – Cemento indoor – 32S/32Q/16D             | Ryan Harrison 6–3, 6–3                                      | Taylor Fritz                                | Tatsuma Itō Denis Kudla                 | Marco Trungelliti Elias Ymer Frances Tiafoe Rajeev Ram                      |
| 30 gennaio | Challenger of Dallas Dallas, Stati Uniti $125,000 – Cemento indoor – 32S/32Q/16D             | David O'Hare Joe Salisbury 6(6)–7, 6–3, [11–9]              | Jeevan Nedunchezhiyan Christopher Rungkat   | Tatsuma Itō Denis Kudla                 | Marco Trungelliti Elias Ymer Frances Tiafoe Rajeev Ram                      |
| 30 gennaio | Burnie International Burnie, Australia $75,000 – Cemento – 32S/29Q/16D                       | Omar Jasika 6–2, 6–2                                        | Blake Mott                                  | Akira Santillan Dmitrij Popko           | Alex Bolt Maverick Banes Matthew Ebden Christopher O'Connell                |
| 30 gennaio | Burnie International Burnie, Australia $75,000 – Cemento – 32S/29Q/16D                       | Brydan Klein Dane Propoggia 6–3, 6–4                        | Steven De Waard Luke Saville                | Akira Santillan Dmitrij Popko           | Alex Bolt Maverick Banes Matthew Ebden Christopher O'Connell                |
| 30 gennaio | Open Quimper Quimper, Francia €43,000+H – Cemento indoor – 32S/32Q/16D                       | Adrian Mannarino 6–4, 6–4                                   | Peter Gojowczyk                             | Quentin Halys Andrej Rublëv             | Gleb Sakharov Aslan Karacev Serhij Stachovs'kyj Tristan Lamasine            |
| 30 gennaio | Open Quimper Quimper, Francia €43,000+H – Cemento indoor – 32S/32Q/16D                       | Michail Elgin Igor Zelenay 2–6, 7–5, [10–5]                 | Ken Skupski Neal Skupski                    | Quentin Halys Andrej Rublëv             | Gleb Sakharov Aslan Karacev Serhij Stachovs'kyj Tristan Lamasine            |

### Febbraio
| Settimana   | Torneo                                                                                            | Campione                                               | Finalista                                | Semifinalisti                      | Eliminati ai quarti                                                       |
| ----------- | ------------------------------------------------------------------------------------------------- | ------------------------------------------------------ | ---------------------------------------- | ---------------------------------- | ------------------------------------------------------------------------- |
| 6 febbraio  | Kunal Patel San Francisco Open San Francisco, Stati Uniti $100,000 – Cemento indoor – 32S/27Q/16D | Zhang Ze 7–5, 3–6, 6–2                                 | Vasek Pospisil                           | Michael Mmoh Henri Laaksonen       | Frances Tiafoe Denis Kudla Eric Quigley Tatsuma Itō                       |
| 6 febbraio  | Kunal Patel San Francisco Open San Francisco, Stati Uniti $100,000 – Cemento indoor – 32S/27Q/16D | Matt Reid John-Patrick Smith 6(4)–7, 7–5, [10–7]       | Gong Mao-Xin Zhang Ze                    | Michael Mmoh Henri Laaksonen       | Frances Tiafoe Denis Kudla Eric Quigley Tatsuma Itō                       |
| 6 febbraio  | Launceston Tennis International Launceston, Australia $75,000 – Cemento – 32S/25Q/15D             | Noah Rubin 6–0, 6–1                                    | Mitchell Krueger                         | Mohamed Safwat Daniel Nguyen       | Alex Bolt Yang Tsung-Hua Andrew Whittington Riccardo Bellotti             |
| 6 febbraio  | Launceston Tennis International Launceston, Australia $75,000 – Cemento – 32S/25Q/15D             | Bradley Mousley Luke Saville 6–2, 6–1                  | Alex Bolt Andrew Whittington             | Mohamed Safwat Daniel Nguyen       | Alex Bolt Yang Tsung-Hua Andrew Whittington Riccardo Bellotti             |
| 6 febbraio  | Hungarian Challenger Open Budapest, Ungheria €64,000 – Cemento indoor – 32S/32Q/16D               | Jürgen Melzer 7–6(6), 6–2                              | Márton Fucsovics                         | Casper Ruud Edward Corrie          | Aleksej Vatutin Luca Vanni Marius Copil Yannick Maden                     |
| 6 febbraio  | Hungarian Challenger Open Budapest, Ungheria €64,000 – Cemento indoor – 32S/32Q/16D               | Dino Marcan Tristan-Samuel Weissborn 6–3, 3–6, [16–14] | Blaž Kavčič Franko Škugor                | Casper Ruud Edward Corrie          | Aleksej Vatutin Luca Vanni Marius Copil Yannick Maden                     |
| 13 febbraio | Tempe Challenger Tempe, Stati Uniti $75,000 – Cemento indoor – 32S/31Q/16D                        | Tennys Sandgren 4–6, 6–0, 6–3                          | Nikola Milojević                         | Dennis Novikov Tejmuraz Gabašvili  | Ernesto Escobedo Marco Trungelliti José Hernández Fernández Stefan Kozlov |
| 13 febbraio | Tempe Challenger Tempe, Stati Uniti $75,000 – Cemento indoor – 32S/31Q/16D                        | Walter Trusendi Matteo Viola 5–7, 6–2, [12–10]         | Marcelo Arévalo José Hernández Fernández | Dennis Novikov Tejmuraz Gabašvili  | Ernesto Escobedo Marco Trungelliti José Hernández Fernández Stefan Kozlov |
| 13 febbraio | Challenger Cherbourg-La Manche Cherbourg, Francia €43,000+H – Cemento indoor – 32S/22Q/16D        | Mathias Bourgue 6–3, 7–6(3)                            | Maximilian Marterer                      | Kenny De Schepper Julien Benneteau | Corentin Moutet Norbert Gombos Peter Gojowczyk Maxime Janvier             |
| 13 febbraio | Challenger Cherbourg-La Manche Cherbourg, Francia €43,000+H – Cemento indoor – 32S/22Q/16D        | Roman Jebavý Igor Zelenay 7–6(4), 6(4)–7, [10–6]       | Dino Marcan Tristan-Samuel Weissborn     | Kenny De Schepper Julien Benneteau | Corentin Moutet Norbert Gombos Peter Gojowczyk Maxime Janvier             |
| 20 febbraio | Internazionali di Tennis di Bergamo Bergamo, Italia €64,000+H – Cemento indoor – 32S/32Q/16D      | Jerzy Janowicz 6–4, 6–4                                | Quentin Halys                            | Andrej Golubev Filip Krajinović    | Yannick Hanfmann Matteo Berrettini Remi Boutillier Jahor Herasimaŭ        |
| 20 febbraio | Internazionali di Tennis di Bergamo Bergamo, Italia €64,000+H – Cemento indoor – 32S/32Q/16D      | Julian Knowle Adil Shamasdin 6–3, 6–3                  | Dino Marcan Tristan-Samuel Weissborn     | Andrej Golubev Filip Krajinović    | Yannick Hanfmann Matteo Berrettini Remi Boutillier Jahor Herasimaŭ        |
| 20 febbraio | Morelos Open Cuernavaca, Messico $50,000+H – Cemento indoor – 32S/21Q/16D                         | Aleksandr Bublik 7–6(5), 6–4                           | Nicolás Jarry                            | Austin Krajicek Eduardo Struvay    | Manuel Sánchez Ivan Endara Alejandro Gómez Emilio Gómez                   |
| 20 febbraio | Morelos Open Cuernavaca, Messico $50,000+H – Cemento indoor – 32S/21Q/16D                         | Austin Krajicek Jackson Withrow 6(4)–7, 7–6(5), [11–9] | Kevin King Dean O'Brien                  | Austin Krajicek Eduardo Struvay    | Manuel Sánchez Ivan Endara Alejandro Gómez Emilio Gómez                   |
| 20 febbraio | All Japan Indoor Tennis Championships Kyoto, Giappone $50,000+H – Cemento indoor – 32S/22Q/16D    | Yasutaka Uchiyama 6–3, 6–4                             | Blaž Kavčič                              | Llyod Harris Grega Žemlja          | Yūichi Sugita Yosuke Watanuki Evgenij Karlovskij Chen Ti                  |
| 20 febbraio | All Japan Indoor Tennis Championships Kyoto, Giappone $50,000+H – Cemento indoor – 32S/22Q/16D    | Sanchai Ratiwatana Sonchat Ratiwatana 4–6, 6–4, [10–7] | Ruben Bemelmans Joris De Loore           | Llyod Harris Grega Žemlja          | Yūichi Sugita Yosuke Watanuki Evgenij Karlovskij Chen Ti                  |
| 27 febbraio | Wrocław Open Cracovia, Polonia €85,000+H – Cemento indoor – 32S/23Q/16D                           | Jürgen Melzer 6–4, 6–3                                 | Michał Przysiężny                        | Paul-Henri Mathieu Quentin Halys   | Jonathan Eysseric Kenny De Schepper Petr Michnev Mirza Bašić              |
| 27 febbraio | Wrocław Open Cracovia, Polonia €85,000+H – Cemento indoor – 32S/23Q/16D                           | Adil Shamasdin Andrėj Vasileŭski 6–3, 3–6, [21-19]     | Michail Elgin Denys Molčanov             | Paul-Henri Mathieu Quentin Halys   | Jonathan Eysseric Kenny De Schepper Petr Michnev Mirza Bašić              |
| 27 febbraio | Keio Challenger Yokohama, Giappone $50,000+H – Cemento – 32S/32Q/16D                              | Yūichi Sugita 6–4, 2–6, 7–6(2)                         | Kwon Soon Woo                            | Blake Mott Tatsuma Itō             | Zhang Ze Brydan Klein Kaito Uesugi Andrew Whittington                     |
| 27 febbraio | Keio Challenger Yokohama, Giappone $50,000+H – Cemento – 32S/32Q/16D                              | Marin Draganja Tomislav Draganja 4–6, 6–3, [10–4]      | Joris De Loore Luke Saville              | Blake Mott Tatsuma Itō             | Zhang Ze Brydan Klein Kaito Uesugi Andrew Whittington                     |

### Marzo
| Settimana | Torneo                                                                                        | Campione                                                  | Finalista                            | Semifinalisti                            | Eliminati ai quarti                                                     |
| --------- | --------------------------------------------------------------------------------------------- | --------------------------------------------------------- | ------------------------------------ | ---------------------------------------- | ----------------------------------------------------------------------- |
| 6 marzo   | Santiago Challenger Santiago del Cile, Cile $50,000+H – Terra rossa – 32S/32Q/16D             | Rogério Dutra da Silva 7–5, 6–3                           | Nicolás Jarry                        | Simone Bolelli Guilherme Clezar          | Christian Lindell Tarō Daniel Joao Souza Guido Andreozzi                |
| 6 marzo   | Santiago Challenger Santiago del Cile, Cile $50,000+H – Terra rossa – 32S/32Q/16D             | Marcelo Tomas Barrios Vera Nicolás Jarry 6–4, 6–3         | Máximo González Andrés Molteni       | Simone Bolelli Guilherme Clezar          | Christian Lindell Tarō Daniel Joao Souza Guido Andreozzi                |
| 6 marzo   | Zhuhai Open Zhuhai, Cina $50,000+H – Cemento – 32S/32Q/16D                                    | Evgenij Donskoj 6–3, 6–4                                  | Thomas Fabbiano                      | Yuki Bhambri Uladzimir Ihnacik           | Joris De Loore Agustín Velotti Luca Vanni Zhang Ze                      |
| 6 marzo   | Zhuhai Open Zhuhai, Cina $50,000+H – Cemento – 32S/32Q/16D                                    | Gong Mao-Xin Zhang Ze 6–3, 7–6(4)                         | Ruan Roelofse Yi Chu-Huan            | Yuki Bhambri Uladzimir Ihnacik           | Joris De Loore Agustín Velotti Luca Vanni Zhang Ze                      |
| 13 marzo  | Irving Tennis Classic Irving, Stati Uniti $150,000+H – Cemento – 32S/32Q/16D                  | Aljaž Bedene 6–4, 3–6, 6–1                                | Michail Kukuškin                     | Dustin Brown Andrej Rublëv               | Tim Smyczek Karen Chačanov Jérémy Chardy Jared Donaldson                |
| 13 marzo  | Irving Tennis Classic Irving, Stati Uniti $150,000+H – Cemento – 32S/32Q/16D                  | Marcus Daniell Marcelo Demoliner 6–3, 6–4                 | Oliver Marach Fabrice Martin         | Dustin Brown Andrej Rublëv               | Tim Smyczek Karen Chačanov Jérémy Chardy Jared Donaldson                |
| 13 marzo  | Gemdale ATP Challenger Shenzhen, Cina $75,000+H – Cemento – 32S/32Q/16D                       | Yūichi Sugita 7–6(6), 6–4                                 | Blaž Kavčič                          | Luca Vanni Yuki Bhambri                  | Evgenij Donskoj Lee Duckhee Maximilian Marterer Thomas Fabbiano         |
| 13 marzo  | Gemdale ATP Challenger Shenzhen, Cina $75,000+H – Cemento – 32S/32Q/16D                       | Sanchai Ratiwatana Sonchat Ratiwatana 6–2, 6(5)–7, [10–6] | Hsieh Cheng-Peng Christopher Rungkat | Luca Vanni Yuki Bhambri                  | Evgenij Donskoj Lee Duckhee Maximilian Marterer Thomas Fabbiano         |
| 13 marzo  | Challenger de Drummondville Drummondville, Canada $75,000 – Cemento indoor – 32S/32Q/16D      | Denis Shapovalov 6–3, 6–2                                 | Ruben Bemelmans                      | John-Patrick Smith Félix Auger-Aliassime | Tim Pütz Gleb Sakharov Blaž Rola Alex de Minaur                         |
| 13 marzo  | Challenger de Drummondville Drummondville, Canada $75,000 – Cemento indoor – 32S/32Q/16D      | Samuel Groth Adil Shamasdin 6–3, 2–6, [10–8]              | Matt Reid John-Patrick Smith         | John-Patrick Smith Félix Auger-Aliassime | Tim Pütz Gleb Sakharov Blaž Rola Alex de Minaur                         |
| 13 marzo  | Copa Ciudad de Tigre Buenos Aires, Argentina $50,000+H – Cemento – 32S/32Q/16D                | Tarō Daniel 5–7, 6–3, 6–4                                 | Leonardo Mayer                       | Tristan Lamasine Ruben Ramírez Hidalgo   | Carlos Berlocq Tomás Lipovšek Puches Joao Souza Rogério Dutra da Silva  |
| 13 marzo  | Copa Ciudad de Tigre Buenos Aires, Argentina $50,000+H – Cemento – 32S/32Q/16D                | Máximo González Andrés Molteni 6–1, 6(6)–7, [10–5]        | Guido Andreozzi Guillermo Durán      | Tristan Lamasine Ruben Ramírez Hidalgo   | Carlos Berlocq Tomás Lipovšek Puches Joao Souza Rogério Dutra da Silva  |
| 20 marzo  | Jalisco Open Guadalajara, Messico $50,000+H – Cemento – 32S/32Q/16D                           | Mirza Bašić 6–4, 6–4                                      | Denis Shapovalov                     | Jason Jung Jerzy Janowicz                | Víctor Estrella Burgos Mitchell Krueger Tennys Sandgren Llyod Glasspool |
| 20 marzo  | Jalisco Open Guadalajara, Messico $50,000+H – Cemento – 32S/32Q/16D                           | Santiago González Artem Sitak 6–3, 1–6, [10–5]            | Luke Saville John-Patrick Smith      | Jason Jung Jerzy Janowicz                | Víctor Estrella Burgos Mitchell Krueger Tennys Sandgren Llyod Glasspool |
| 20 marzo  | International Challenger Quanzhou Quanzhou, Cina $50,000+H – Cemento – 32S/22Q/16D            | Thomas Fabbiano 7–6(5), 7–6(7)                            | Matteo Berrettini                    | Il'ja Ivaška Maximilian Marterer         | Uladzimir Ihnacik Steven Diez Yuki Bhambri Lee Duckhee                  |
| 20 marzo  | International Challenger Quanzhou Quanzhou, Cina $50,000+H – Cemento – 32S/22Q/16D            | Hsieh Cheng-Peng Peng Hsien-Yin 3–6, 6–4, [10–7]          | Andre Begemann Aljaksandr Bury       | Il'ja Ivaška Maximilian Marterer         | Uladzimir Ihnacik Steven Diez Yuki Bhambri Lee Duckhee                  |
| 27 marzo  | Abierto Internacional Varonil Club Casablanca Leon, Messico $75,000+H – Cemento – 32S/32Q/16D | Adrián Menéndez Maceiras 6–4, 3–6, 6–3                    | Roberto Quiroz                       | Rajeev Ram Nicolás Jarry                 | Víctor Estrella Burgos Mirza Bašić Vasek Pospisil Tejmuraz Gabašvili    |
| 27 marzo  | Abierto Internacional Varonil Club Casablanca Leon, Messico $75,000+H – Cemento – 32S/32Q/16D | Leander Paes Adil Shamasdin 6–1, 6–4                      | Luca Margaroli Caio Zampieri         | Rajeev Ram Nicolás Jarry                 | Víctor Estrella Burgos Mirza Bašić Vasek Pospisil Tejmuraz Gabašvili    |
| 27 marzo  | Saint-Brieuc Challenger Saint-Brieuc, Francia €43,000+H – Cemento indoor – 32S/23Q/16D        | Jahor Herasimaŭ 7–6(3), 7–6(5)                            | Tobias Kamke                         | Corentin Moutet Gleb Sakharov            | Marco Chiudinelli James McGee Lukáš Lacko Serhij Stachovs'kyj           |
| 27 marzo  | Saint-Brieuc Challenger Saint-Brieuc, Francia €43,000+H – Cemento indoor – 32S/23Q/16D        | Andre Begemann Frederik Nielsen 6–3, 6–4                  | David O'Hare Joe Salisbury           | Corentin Moutet Gleb Sakharov            | Marco Chiudinelli James McGee Lukáš Lacko Serhij Stachovs'kyj           |

### Aprile
| Settimana | Torneo                                                                                        | Campione                                               | Finalista                                  | Semifinalisti                          | Eliminati ai quarti                                                        |
| --------- | --------------------------------------------------------------------------------------------- | ------------------------------------------------------ | ------------------------------------------ | -------------------------------------- | -------------------------------------------------------------------------- |
| 3 aprile  | Panama Challenger Panama, Panama $50,000+H – Terra rossa – 32S/32Q/16D                        | Rogério Dutra da Silva 6–2, 6–4                        | Peđa Krstin                                | Henri Laaksonen Víctor Estrella Burgos | Horacio Zeballos Federico Coria Bjorn Fratangelo Blaž Rola                 |
| 3 aprile  | Panama Challenger Panama, Panama $50,000+H – Terra rossa – 32S/32Q/16D                        | Sergio Galdós Caio Zampieri 1–6, 7–6(5), [10–7]        | Kevin Krawietz Adrián Menéndez Maceiras    | Henri Laaksonen Víctor Estrella Burgos | Horacio Zeballos Federico Coria Bjorn Fratangelo Blaž Rola                 |
| 3 aprile  | Sophia Antipolis Open Sophia-Antipolis, Francia €64,000+H – Terra rossa – 32S/32Q/16D         | Aljaž Bedene 6–2, 6–2                                  | Benoît Paire                               | Jozef Kovalík Marco Cecchinato         | Márton Fucsovics Guillermo García López Mathias Bourgue Arthur De Greef    |
| 3 aprile  | Sophia Antipolis Open Sophia-Antipolis, Francia €64,000+H – Terra rossa – 32S/32Q/16D         | Tristan Lamasine Franko Škugor 6–2, 6–2                | Uladzimir Ihnacik Jozef Kovalík            | Jozef Kovalík Marco Cecchinato         | Márton Fucsovics Guillermo García López Mathias Bourgue Arthur De Greef    |
| 10 aprile | Open Barletta Barletta, Italia €43,000+H – Terra rossa – 32S/32Q/16D                          | Aljaž Bedene 7–6(4), 6–3                               | Gastão Elias                               | Lorenzo Giustino Lukáš Rosol           | Kimmer Coppejans Maximilian Marterer Alessandro Giannessi Marco Cecchinato |
| 10 aprile | Open Barletta Barletta, Italia €43,000+H – Terra rossa – 32S/32Q/16D                          | Marco Cecchinato Matteo Donati 6–3, 6–4                | Marin Draganja Tomislav Draganja           | Lorenzo Giustino Lukáš Rosol           | Kimmer Coppejans Maximilian Marterer Alessandro Giannessi Marco Cecchinato |
| 10 aprile | San Luis Potosí Challenger San Luis Potosí, Messico $50,000+H – Terra rossa – 32S/32Q/15D     | Andrej Martin 7–5, 6–4                                 | Adrián Menéndez Maceiras                   | Andrea Arnaboldi Miomir Kecmanović     | Facundo Bagnis Roberto Quiroz Marcelo Arévalo Gerald Melzer                |
| 10 aprile | San Luis Potosí Challenger San Luis Potosí, Messico $50,000+H – Terra rossa – 32S/32Q/15D     | Roberto Quiroz Caio Zampieri 6–4, 6–2                  | Hans Hach Verdugo Adrián Menéndez Maceiras | Andrea Arnaboldi Miomir Kecmanović     | Facundo Bagnis Roberto Quiroz Marcelo Arévalo Gerald Melzer                |
| 17 aprile | Santaizi ATP Challenger Taipei, Taiwan $125,000+H – Sintetico (indoor) – 32S/32Q/16D          | Lu Yen-hsun 6–1, 7–6(4)                                | Tatsuma Itō                                | Akira Santillan Vasek Pospisil         | Matthew Ebden Konstantin Kravčuk Marco Chiudinelli Gō Soeda                |
| 17 aprile | Santaizi ATP Challenger Taipei, Taiwan $125,000+H – Sintetico (indoor) – 32S/32Q/16D          | Marco Chiudinelli Franko Škugor 4–6, 6–2, [10–5]       | Sanchai Ratiwatana Sonchat Ratiwatana      | Akira Santillan Vasek Pospisil         | Matthew Ebden Konstantin Kravčuk Marco Chiudinelli Gō Soeda                |
| 17 aprile | Qingdao Challenger Qingdao, Cina $125,000 – Terra rossa – 32S/32Q/16D                         | Janko Tipsarević 6–3, 7–6(9)                           | Oscar Otte                                 | Quentin Halys Mathias Bourgue          | Jordan Thompson Wu Di Kimmer Coppejans Andrej Martin                       |
| 17 aprile | Qingdao Challenger Qingdao, Cina $125,000 – Terra rossa – 32S/32Q/16D                         | Gero Kretschmer Alexander Satschko 2–6, 7–6(6), [10–3] | Andreas Mies Oscar Otte                    | Quentin Halys Mathias Bourgue          | Jordan Thompson Wu Di Kimmer Coppejans Andrej Martin                       |
| 17 aprile | Sarasota Open Sarasota, Stati Uniti $100,000 – Terra verde– 32S/32Q/16D                       | Frances Tiafoe 6–3, 6–4                                | Tennys Sandgren                            | Vincent Millot Jürgen Melzer           | Jared Donaldson Denis Kudla Henri Laaksonen Horacio Zeballos               |
| 17 aprile | Sarasota Open Sarasota, Stati Uniti $100,000 – Terra verde– 32S/32Q/16D                       | Scott Lipsky Jürgen Melzer 6–2, 6–4                    | Stefan Kozlov Peter Polansky               | Vincent Millot Jürgen Melzer           | Jared Donaldson Denis Kudla Henri Laaksonen Horacio Zeballos               |
| 24 aprile | Kunming Open Anning, Cina $150,000+H – Terra rossa – 32S/32Q/16D                              | Janko Tipsarević 6(5)–7, 6–3, 6–4                      | Quentin Halys                              | Oscar Otte Juan Pablo Paz              | Jordan Thompson Andrej Martin Wu Di Blaž Kavčič                            |
| 24 aprile | Kunming Open Anning, Cina $150,000+H – Terra rossa – 32S/32Q/16D                              | Dino Marcan Tristan-Samuel Weissborn 5–7, 6–3, [10–7]  | Steven de Waard Blaž Kavčič                | Oscar Otte Juan Pablo Paz              | Jordan Thompson Andrej Martin Wu Di Blaž Kavčič                            |
| 24 aprile | Tallahassee Tennis Challenger Tallahassee, Stati Uniti $75,000 – Terra verde– 32S/32Q/16D     | Blaž Rola 6–2, 6(6)–7, 7–5                             | Ramkumar Ramanathan                        | Andrea Arnaboldi Mitchell Krueger      | Bradley Klahn Guido Andreozzi Stefan Kozlov Dennis Novikov                 |
| 24 aprile | Tallahassee Tennis Challenger Tallahassee, Stati Uniti $75,000 – Terra verde– 32S/32Q/16D     | Scott Lipsky Leander Paes 4–6, 7–6(5), [10–7]          | Máximo González Leonardo Mayer             | Andrea Arnaboldi Mitchell Krueger      | Bradley Klahn Guido Andreozzi Stefan Kozlov Dennis Novikov                 |
| 24 aprile | Internazionali di Tennis d'Abruzzo Francavilla al Mare, Italia €43,000+H – Clay – 32S/32Q/16D | Pedro Sousa 6–3, 7–6(3)                                | Alessandro Giannessi                       | Marco Cecchinato Stefano Travaglia     | Matteo Donati Matteo Berrettini Václav Šafránek Rubén Ramírez Hidalgo      |
| 24 aprile | Internazionali di Tennis d'Abruzzo Francavilla al Mare, Italia €43,000+H – Clay – 32S/32Q/16D | Julian Knowle Igor Zelenay 2–6, 6–2, [10–7]            | Rameez Junaid Kevin Krawietz               | Marco Cecchinato Stefano Travaglia     | Matteo Donati Matteo Berrettini Václav Šafránek Rubén Ramírez Hidalgo      |

### Maggio
| Settimana | Torneo                                                                                               | Campione                                           | Finalista                               | Semifinalisti                        | Eliminati ai quarti                                                         |
| --------- | --- | -------------------------------------------------- | --------------------------------------- | ------------------------------------ | --------------------------------------------------------------------------- |
| 1 maggio  | Ostrava Open Challenger Ostrava, Repubblica Ceca €64,000+H – Terra rossa – 32S/32Q/16D               | Stefano Travaglia 6–2, 3–6, 6–4                    | Marco Cecchinato                        | Attila Balázs Adam Pavlásek          | Marco Trungelliti Simone Bolelli Roberto Carballés Baena Stefano Napolitano |
| 1 maggio  | Ostrava Open Challenger Ostrava, Repubblica Ceca €64,000+H – Terra rossa – 32S/32Q/16D               | Jeevan Nedunchezhiyan Franko Škugor 6–3, 6–2       | Rameez Junaid Lukáš Rosol               | Attila Balázs Adam Pavlásek          | Marco Trungelliti Simone Bolelli Roberto Carballés Baena Stefano Napolitano |
| 1 maggio  | Savannah Challenger Savannah, Stati Uniti $75,000 – Terra verde– 32S/32Q/16D                         | Tennys Sandgren 6–4, 6–3                           | João Pedro Sorgi                        | James McGee Tommy Paul               | Marcos Giron Stefan Kozlov Dennis Novikov Henri Laaksonen                   |
| 1 maggio  | Savannah Challenger Savannah, Stati Uniti $75,000 – Terra verde– 32S/32Q/16D                         | Peter Polansky Neal Skupski 4–6, 6–3, [10–1]       | Luke Bambridge Mitchell Krueger         | James McGee Tommy Paul               | Marcos Giron Stefan Kozlov Dennis Novikov Henri Laaksonen                   |
| 1 maggio  | Gimcheon Open Gimcheon, Corea del Sud $50,000+H – Cemento – 32S/32Q/16D                              | Thomas Fabbiano 7–5, 6–1                           | Tejmuraz Gabašvili                      | Blaž Kavčič Konstantin Kravčuk       | Marco Chiudinelli Akira Santillan Vasek Pospisil Liam Broady                |
| 1 maggio  | Gimcheon Open Gimcheon, Corea del Sud $50,000+H – Cemento – 32S/32Q/16D                              | Marco Chiudinelli Tejmuraz Gabašvili 6–1, 6–3      | Ruan Roelofse Yi Chu-huan               | Blaž Kavčič Konstantin Kravčuk       | Marco Chiudinelli Akira Santillan Vasek Pospisil Liam Broady                |
| 8 maggio  | Open du Pays d'Aix Aix-en-Provence, Francia €127,000+H – Terra rossa – 32S/32Q/16D                   | Frances Tiafoe 6–3, 4–6, 7–6(5)                    | Jérémy Chardy                           | Reilly Opelka Pedro Sousa            | Malek Jaziri Quentin Halys Bjorn Fratangelo Julien Benneteau                |
| 8 maggio  | Open du Pays d'Aix Aix-en-Provence, Francia €127,000+H – Terra rossa – 32S/32Q/16D                   | Wesley Koolhof Matwé Middelkoop 2–6, 6–4, [16–14]  | Andre Begemann Jérémy Chardy            | Reilly Opelka Pedro Sousa            | Malek Jaziri Quentin Halys Bjorn Fratangelo Julien Benneteau                |
| 8 maggio  | Seoul Open Challenger Seul, Corea del Sud $100,000+H – Cemento – 32S/32Q/16D                         | Thomas Fabbiano 1–6, 6–4, 6–3                      | Kwon Soon-woo                           | Ruben Bemelmans Lee Duck-hee         | Hiroki Moriya Gō Soeda Dudi Sela Alexander Sarkissian                       |
| 8 maggio  | Seoul Open Challenger Seul, Corea del Sud $100,000+H – Cemento – 32S/32Q/16D                         | Hsieh Cheng-peng Peng Hsien-yin 5–1 rit.           | Thomas Fabbiano Dudi Sela               | Ruben Bemelmans Lee Duck-hee         | Hiroki Moriya Gō Soeda Dudi Sela Alexander Sarkissian                       |
| 8 maggio  | Karshi Challenger Karshi, Uzbekistan $75,000+H – Cemento – 32S/32Q/16D                               | Jahor Herasimaŭ 6–3, 7–6(4)                        | Cem İlkel                               | Yuki Bhambri Dmitrij Popko           | Serhij Stachovs'kyj Jaraslaŭ Šyla Oleksandr Nedovjesov Aleksandr Kudrjavcev |
| 8 maggio  | Karshi Challenger Karshi, Uzbekistan $75,000+H – Cemento – 32S/32Q/16D                               | Denys Molčanov Serhij Stachovs'kyj 6–4, 7–6(7)     | Kevin Krawietz Adrián Menéndez Maceiras | Yuki Bhambri Dmitrij Popko           | Serhij Stachovs'kyj Jaraslaŭ Šyla Oleksandr Nedovjesov Aleksandr Kudrjavcev |
| 8 maggio  | Roma Open Roma, Italia €64,000+H – Terra rossa – 32S/32Q/16D                                         | Marco Cecchinato 6–4, 6–4                          | Jozef Kovalík                           | Kimmer Coppejans Yannick Maden       | Stefanos Tsitsipas Riccardo Bellotti Stefano Travaglia Gianluigi Quinzi     |
| 8 maggio  | Roma Open Roma, Italia €64,000+H – Terra rossa – 32S/32Q/16D                                         | Andreas Mies Oscar Otte 4–6, 7–6(12), [10–8]       | Kimmer Coppejans Márton Fucsovics       | Kimmer Coppejans Yannick Maden       | Stefanos Tsitsipas Riccardo Bellotti Stefano Travaglia Gianluigi Quinzi     |
| 15 maggio | Busan Open Challenger Pusan, Corea del Sud $150,000+H – Cemento – 32S/32Q/16D                        | Vasek Pospisil 6–1, 6–2                            | Gō Soeda                                | Kwon Soon-woo Dudi Sela              | Lu Yen-hsun Matthew Ebden Austin Krajicek Tatsuma Itō                       |
| 15 maggio | Busan Open Challenger Pusan, Corea del Sud $150,000+H – Cemento – 32S/32Q/16D                        | Hsieh Cheng-peng Peng Hsien-yin 7–5, 4–6, [10–8]   | Sanchai Ratiwatana Sonchat Ratiwatana   | Kwon Soon-woo Dudi Sela              | Lu Yen-hsun Matthew Ebden Austin Krajicek Tatsuma Itō                       |
| 15 maggio | Tournoi International de Tennis de Bordeaux Bordeaux, Francia €106,000+H – Terra rossa – 32S/32Q/16D | Steve Darcis 7–6(2), 4–6, 7–5                      | Rogério Dutra da Silva                  | Arthur De Greef Benjamin Bonzi       | Maxime Janvier Bjorn Fratangelo Julien Benneteau Dušan Lajović              |
| 15 maggio | Tournoi International de Tennis de Bordeaux Bordeaux, Francia €106,000+H – Terra rossa – 32S/32Q/16D | Purav Raja Divij Sharan 6–4, 6–4                   | Santiago González Artem Sitak           | Arthur De Greef Benjamin Bonzi       | Maxime Janvier Bjorn Fratangelo Julien Benneteau Dušan Lajović              |
| 15 maggio | Heilbronner Neckarcup Heilbronn, Germania €64,000+H – Terra rossa – 32S/32Q/16D                      | Filip Krajinović 6–3, 6–2                          | Norbert Gombos                          | Lorenzo Giustino Guido Pella         | Andrej Martin Casper Ruud Márton Fucsovics Marco Cecchinato                 |
| 15 maggio | Heilbronner Neckarcup Heilbronn, Germania €64,000+H – Terra rossa – 32S/32Q/16D                      | Roman Jebavý Antonio Šančić 6–4, 6–1               | Adil Shamasdin Igor Zelenay             | Lorenzo Giustino Guido Pella         | Andrej Martin Casper Ruud Márton Fucsovics Marco Cecchinato                 |
| 15 maggio | Samarkand Challenger Samarcanda, Uzbekistan $75,000+H – Terra rossa – 32S/32Q/16D                    | Adrián Menéndez Maceiras 6–4, 6–2                  | Aldin Šetkić                            | Jason Jung Il'ja Ivaška              | Jahor Herasimaŭ Aleksej Vatutin Nikola Milojević Tejmuraz Gabašvili         |
| 15 maggio | Samarkand Challenger Samarcanda, Uzbekistan $75,000+H – Terra rossa – 32S/32Q/16D                    | Laurynas Grigelis Zdeněk Kolář 7–6(2), 6–3         | Prajnesh Gunneswaran Vishnu Vardhan     | Jason Jung Il'ja Ivaška              | Jahor Herasimaŭ Aleksej Vatutin Nikola Milojević Tejmuraz Gabašvili         |
| 22 maggio | Venice Challenge Save Cup Mestre, Italia €43,000+H – Terra rossa – 32S/32Q/16D                       | João Domingues 7–6(4), 6–4                         | Sebastian Ofner                         | Zdeněk Kolář Blake Mott              | Julian Ocleppo Axel Michon Gianluigi Quinzi Matteo Viola                    |
| 22 maggio | Venice Challenge Save Cup Mestre, Italia €43,000+H – Terra rossa – 32S/32Q/16D                       | Ken Skupski Neal Skupski 5–7, 6–4, [10–5]          | Julian Knowle Igor Zelenay              | Zdeněk Kolář Blake Mott              | Julian Ocleppo Axel Michon Gianluigi Quinzi Matteo Viola                    |
| 22 maggio | Shymkent Challenger Shymkent, Kazakistan $50,000+H – Terra rossa – 32S/32Q/16D                       | Ričardas Berankis 6–3, 6–2                         | Yannick Hanfmann                        | Oleksandr Nedovjesov Carlos Taberner | Clément Geens Evgenij Tjurnev Danilo Petrović Andrej Golubev                |
| 22 maggio | Shymkent Challenger Shymkent, Kazakistan $50,000+H – Terra rossa – 32S/32Q/16D                       | Hans Podlipnik-Castillo Andrėj Vasileŭski 6–4, 6–2 | Clément Geens Juan Pablo Paz            | Oleksandr Nedovjesov Carlos Taberner | Clément Geens Evgenij Tjurnev Danilo Petrović Andrej Golubev                |
| 29 maggio | Internazionali Città di Vicenza Vicenza, Italia €43,000+H – Terra rossa – 32S/32Q/16D                | Márton Fucsovics 4–6, 7–6(7), 6–2                  | Laslo Đere                              | Jan Šátral Lorenzo Giustino          | Matteo Berrettini Matteo Donati Daniel Muñoz de la Nava Filip Krajinović    |
| 29 maggio | Internazionali Città di Vicenza Vicenza, Italia €43,000+H – Terra rossa – 32S/32Q/16D                | Gero Kretschmer Alexander Satschko 6–4, 7–6(4)     | Sekou Bangoura Tristan-Samuel Weissborn | Jan Šátral Lorenzo Giustino          | Matteo Berrettini Matteo Donati Daniel Muñoz de la Nava Filip Krajinović    |

### Giugno
| Settimana | Torneo                                                                                    | Campione                                              | Finalista                               | Semifinalisti                         | Eliminati ai quarti                                                            |
| --------- | ----------------------------------------------------------------------------------------- | ----------------------------------------------------- | --------------------------------------- | ------------------------------------- | ------------------------------------------------------------------------------ |
| 5 giugno  | Czech Open Prostějov, Repubblica Ceca €127,000+H – Terra rossa – 32S/32Q/16D              | Jiří Veselý 5–7, 6–1, 7–5                             | Federico Delbonis                       | Markus Eriksson Tennys Sandgren       | Radu Albot Tommy Robredo Nicolás Kicker Uladzimir Ihnacik                      |
| 5 giugno  | Czech Open Prostějov, Repubblica Ceca €127,000+H – Terra rossa – 32S/32Q/16D              | Guillermo Durán Andrés Molteni 7–6(5), 6(5)–7, [10–6] | Roman Jebavý Hans Podlipnik-Castillo    | Markus Eriksson Tennys Sandgren       | Radu Albot Tommy Robredo Nicolás Kicker Uladzimir Ihnacik                      |
| 5 giugno  | Surbiton Trophy Surbiton, Regno Unito €127,000 – Erba – 32S/32Q/16D                       | Yūichi Sugita 7–6(7), 7–6(8)                          | Jordan Thompson                         | Dustin Brown Marius Copil             | Daniel Evans Reilly Opelka Serhij Stachovs'kyj Dudi Sela                       |
| 5 giugno  | Surbiton Trophy Surbiton, Regno Unito €127,000 – Erba – 32S/32Q/16D                       | Marcus Daniell Aisam-ul-Haq Qureshi 6–3, 7–6(0)       | Treat Conrad Huey Denis Kudla           | Dustin Brown Marius Copil             | Daniel Evans Reilly Opelka Serhij Stachovs'kyj Dudi Sela                       |
| 12 giugno | Nottingham Open Nottingham, Regno Unito €127,000+H – Erba – 32S/32Q/16D                   | Dudi Sela 4–6, 6–4, 6–3                               | Thomas Fabbiano                         | Samuel Groth Marius Copil             | John-Patrick Smith Serhij Stachovs'kyj Lloyd Glasspool Bjorn Fratangelo        |
| 12 giugno | Nottingham Open Nottingham, Regno Unito €127,000+H – Erba – 32S/32Q/16D                   | Ken Skupski Neal Skupski 7–6(1), 2–6, [10–7]          | Matt Reid John-Patrick Smith            | Samuel Groth Marius Copil             | John-Patrick Smith Serhij Stachovs'kyj Lloyd Glasspool Bjorn Fratangelo        |
| 12 giugno | Città di Caltanissetta Caltanissetta, Italia €127,000+H – Clay – 32S/32Q/16D              | Paolo Lorenzi 6–4, 6–2                                | Alessandro Giannessi                    | Radu Albot Cedrik-Marcel Stebe        | Guido Andreozzi Tennys Sandgren Michail Kukuškin Marco Cecchinato              |
| 12 giugno | Città di Caltanissetta Caltanissetta, Italia €127,000+H – Clay – 32S/32Q/16D              | James Cerretani Max Schnur 6–3, 3–6, [10–6]           | Denys Molčanov Franko Škugor            | Radu Albot Cedrik-Marcel Stebe        | Guido Andreozzi Tennys Sandgren Michail Kukuškin Marco Cecchinato              |
| 12 giugno | Open de Lyon Challenger Lione, Francia €64,000+H – Terra rossa – 32S/32Q/16D              | Félix Auger-Aliassime 6–4, 6–1                        | Mathias Bourgue                         | Tristan Lamasine Oleksandr Nedovjesov | Horacio Zeballos Maxime Chazal Casper Ruud Paul-Henri Mathieu                  |
| 12 giugno | Open de Lyon Challenger Lione, Francia €64,000+H – Terra rossa – 32S/32Q/16D              | Sander Gillé Joran Vliegen 6(2)–7, 7–6(2), [14–12]    | Gero Kretschmer Alexander Satschko      | Tristan Lamasine Oleksandr Nedovjesov | Horacio Zeballos Maxime Chazal Casper Ruud Paul-Henri Mathieu                  |
| 12 giugno | Lisboa Belém Open Lisbona, Portogallo €43,000+H – Terra rossa – 32S/32Q/16D               | Oscar Otte 4–6, 6–1, 6–3                              | Tarō Daniel                             | Attila Balázs Gianluigi Quinzi        | Daniel Muñoz de la Nava Joris De Loore Gleb Sakharov Pedro Sousa               |
| 12 giugno | Lisboa Belém Open Lisbona, Portogallo €43,000+H – Terra rossa – 32S/32Q/16D               | Ruan Roelofse Christopher Rungkat 7–6(7), 6–1         | Frederico Gil Gonçalo Oliveira          | Attila Balázs Gianluigi Quinzi        | Daniel Muñoz de la Nava Joris De Loore Gleb Sakharov Pedro Sousa               |
| 19 giugno | Ilkley Trophy Ilkley, Regno Unito €127,000 – Erba – 32S/32Q/16D                           | Márton Fucsovics 6–1, 6–4                             | Alex Bolt                               | Evgenij Donskoj Samuel Groth          | Jay Clarke Taylor Fritz Bjorn Fratangelo Quentin Halys                         |
| 19 giugno | Ilkley Trophy Ilkley, Regno Unito €127,000 – Erba – 32S/32Q/16D                           | Leander Paes Adil Shamasdin 6–2, 2–6, [10–8]          | Brydan Klein Joe Salisbury              | Evgenij Donskoj Samuel Groth          | Jay Clarke Taylor Fritz Bjorn Fratangelo Quentin Halys                         |
| 19 giugno | Poprad-Tatry ATP Challenger Tour Poprad, Slovacchia €64,000+H – Terra rossa – 32S/32Q/16D | Cedrik-Marcel Stebe 6–0, 6–3                          | Laslo Đere                              | Roberto Carballés Baena Adam Pavlásek | Martin Kližan Filip Krajinović Elias Ymer Sebastian Ofner                      |
| 19 giugno | Poprad-Tatry ATP Challenger Tour Poprad, Slovacchia €64,000+H – Terra rossa – 32S/32Q/16D | Mateusz Kowalczyk Andreas Mies 6–3, 7–6(3)            | Luca Margaroli Tristan-Samuel Weissborn | Roberto Carballés Baena Adam Pavlásek | Martin Kližan Filip Krajinović Elias Ymer Sebastian Ofner                      |
| 19 giugno | Fergana Challenger Fergana, Uzbekistan $75,000+H – Cemento – 32S/32Q/16D                  | Il'ja Ivaška 6–4, 6–3                                 | Nikola Milojević                        | Blaž Kavčič Edan Leshem               | Cem İlkel Brayden Schnur Hubert Hurkacz Prajnesh Gunneswaran                   |
| 19 giugno | Fergana Challenger Fergana, Uzbekistan $75,000+H – Cemento – 32S/32Q/16D                  | Sriram Balaji Vishnu Vardhan 6–3, 6–3                 | Yuya Kibi Shuichi Sekiguchi             | Blaž Kavčič Edan Leshem               | Cem İlkel Brayden Schnur Hubert Hurkacz Prajnesh Gunneswaran                   |
| 19 giugno | Internazionali di Tennis dell'Umbria Todi, Italy €43,000+H – Terra rossa – 32S/32Q/15D    | Federico Delbonis 7–5, 6–1                            | Marco Cecchinato                        | Dušan Lajović Liam Caruana            | Gastão Elias Facundo Bagnis Gleb Sakharov Arthur De Greef                      |
| 19 giugno | Internazionali di Tennis dell'Umbria Todi, Italy €43,000+H – Terra rossa – 32S/32Q/15D    | Steven de Waard Ben McLachlan 6(7)–7, 6–4, [10–7]     | Marin Draganja Tomislav Draganja        | Dušan Lajović Liam Caruana            | Gastão Elias Facundo Bagnis Gleb Sakharov Arthur De Greef                      |
| 19 giugno | Internationaux de Tennis de Blois Blois, Francia €43,000+H – Clay – 32S/32Q/16D           | Damir Džumhur 6–1, 6–3                                | Calvin Hemery                           | Henri Laaksonen Mathias Bourgue       | Alexandre Müller Blaž Rola Casper Ruud Pedro Sousa                             |
| 19 giugno | Internationaux de Tennis de Blois Blois, Francia €43,000+H – Clay – 32S/32Q/16D           | Sander Gillé Joran Vliegen 3–6, 6–3, [10–7]           | Máximo González Fabrício Neis           | Henri Laaksonen Mathias Bourgue       | Alexandre Müller Blaž Rola Casper Ruud Pedro Sousa                             |
| 26 giugno | Aspria Tennis Cup Milano, Italia €43,000+H – Terra rossa – 32S/32Q/16D                    | Guido Pella 6–2, 2–1 rit.                             | Federico Delbonis                       | Marco Cecchinato Tommy Robredo        | Juan Ignacio Londero Uladzimir Ihnacik Gianluca Mager José Hernández Fernández |
| 26 giugno | Aspria Tennis Cup Milano, Italia €43,000+H – Terra rossa – 32S/32Q/16D                    | Tomasz Bednarek David Pel 6–1, 6–1                    | Filippo Baldi Omar Giacalone            | Marco Cecchinato Tommy Robredo        | Juan Ignacio Londero Uladzimir Ihnacik Gianluca Mager José Hernández Fernández |

### Luglio
| Settimana | Torneo                                                                                          | Campione                                                      | Finalista                                  | Semifinalisti                             | Eliminati ai quarti                                                      |
| --------- | ----------------------------------------------------------------------------------------------- | ------------------------------------------------------------- | ------------------------------------------ | ----------------------------------------- | ------------------------------------------------------------------------ |
| 3 luglio  | Marburg Open Marburgo, Germania €43,000+H – Terra rossa – 32S/32Q/16D                           | Filip Krajinović 6–2, 6–3                                     | Cedrik-Marcel Stebe                        | Arthur De Greef Guillermo García López    | Yannick Hanfmann Benjamin Bonzi João Pedro Sorgi Matthias Bachinger      |
| 3 luglio  | Marburg Open Marburgo, Germania €43,000+H – Terra rossa – 32S/32Q/16D                           | Máximo González Fabrício Neis 6–3, 7–6(4)                     | Rameez Junaid Ruan Roelofse                | Arthur De Greef Guillermo García López    | Yannick Hanfmann Benjamin Bonzi João Pedro Sorgi Matthias Bachinger      |
| 3 luglio  | Guzzini Challenger Recanati, Italia €43,000+H – Cemento – 32S/32Q/16D                           | Viktor Galović 7–6(3), 6–4                                    | Mirza Bašić                                | Luca Vanni Salvatore Caruso               | Mats Moraing Adrián Menéndez Maceiras Andrea Arnaboldi Quentin Halys     |
| 3 luglio  | Guzzini Challenger Recanati, Italia €43,000+H – Cemento – 32S/32Q/16D                           | Jonathan Eysseric Quentin Halys 6(3)–7, 6–4, [12–10]          | Julian Ocleppo Andrea Vavassori            | Luca Vanni Salvatore Caruso               | Mats Moraing Adrián Menéndez Maceiras Andrea Arnaboldi Quentin Halys     |
| 10 luglio | Braunschweig Open Braunschweig, Germania €127,000+H – Terra rossa – 32S/32Q/16D                 | Nicola Kuhn 2–6, 7–5, 4–2 rit.                                | Viktor Galović                             | Márton Fucsovics Oscar Otte               | Radu Albot Jozef Kovalík Yannick Maden Jerzy Janowicz                    |
| 10 luglio | Braunschweig Open Braunschweig, Germania €127,000+H – Terra rossa – 32S/32Q/16D                 | Julian Knowle Igor Zelenay 6–3, 7–6(3)                        | Kevin Krawietz Gero Kretschmer             | Márton Fucsovics Oscar Otte               | Radu Albot Jozef Kovalík Yannick Maden Jerzy Janowicz                    |
| 10 luglio | Båstad Challenger Båstad, Svezia €43,000+H – Terra rossa – 32S/32Q/16D                          | Dušan Lajović 6–2, 7–6(4)                                     | Leonardo Mayer                             | Facundo Bagnis Mikael Ymer                | Elias Ymer Oleksandr Nedovjesov Henri Laaksonen Renzo Olivo              |
| 10 luglio | Båstad Challenger Båstad, Svezia €43,000+H – Terra rossa – 32S/32Q/16D                          | Tuna Altuna Václav Šafránek 6–1, 6–4                          | Sriram Balaji Vijay Sundar Prashanth       | Facundo Bagnis Mikael Ymer                | Elias Ymer Oleksandr Nedovjesov Henri Laaksonen Renzo Olivo              |
| 10 luglio | Internazionali di Tennis Città di Perugia Perugia, Italia €43,000+H – Terra rossa – 32S/32Q/16D | Laslo Đere 7–6(2), 6–4                                        | Daniel Muñoz de la Nava                    | Gerald Melzer Marcel Granollers           | Benjamin Bonzi Stefanos Tsitsipas Salvatore Caruso Gleb Sakharov         |
| 10 luglio | Internazionali di Tennis Città di Perugia Perugia, Italia €43,000+H – Terra rossa – 32S/32Q/16D | Salvatore Caruso Jonathan Eysseric 6–3, 6–3                   | Nicolás Kicker Fabrício Neis               | Gerald Melzer Marcel Granollers           | Benjamin Bonzi Stefanos Tsitsipas Salvatore Caruso Gleb Sakharov         |
| 10 luglio | Winnetka USTA Pro Tennis Championship Winnetka, Stati Uniti $75,000 – Cemento – 32S/32Q/16D     | Akira Santillan 7–6(1), 6–2                                   | Ramkumar Ramanathan                        | Matthias Bachinger Tommy Paul             | Tennys Sandgren Dennis Nevolo Dominik Köpfer Martin Redlicki             |
| 10 luglio | Winnetka USTA Pro Tennis Championship Winnetka, Stati Uniti $75,000 – Cemento – 32S/32Q/16D     | Sanchai Ratiwatana Christopher Rungkat 7–6(4), 6–2            | Kevin King Bradley Klahn                   | Matthias Bachinger Tommy Paul             | Tennys Sandgren Dennis Nevolo Dominik Köpfer Martin Redlicki             |
| 10 luglio | Open Medellin Medellín, Colombia $50,000+H – Terra rossa – 32S/32Q/16D                          | Nicolás Jarry 6–1, 3–6, 7–6(0)                                | João Souza                                 | Rubin Statham Darian King                 | Alejandro González Daniel Elahi Galán Carlos Salamanca Roberto Quiroz    |
| 10 luglio | Open Medellin Medellín, Colombia $50,000+H – Terra rossa – 32S/32Q/16D                          | Darian King Miguel Ángel Reyes Varela 6–4, 6–4                | Nicolás Jarry Roberto Quiroz               | Rubin Statham Darian King                 | Alejandro González Daniel Elahi Galán Carlos Salamanca Roberto Quiroz    |
| 10 luglio | Winnipeg Challenger Winnipeg, Canada $75,000 – Cemento – 32S/32Q/16D                            | Blaž Kavčič 7–5, 3–6, 7–5                                     | Peter Polansky                             | Edan Leshem Yasutaka Uchiyama             | Raymond Sarmiento Yusuke Takahashi Max Purcell Brayden Schnur            |
| 10 luglio | Winnipeg Challenger Winnipeg, Canada $75,000 – Cemento – 32S/32Q/16D                            | Luke Bambridge David O'Hare 6–2, 6–2                          | Yusuke Takahashi Renta Tokuda              | Edan Leshem Yasutaka Uchiyama             | Raymond Sarmiento Yusuke Takahashi Max Purcell Brayden Schnur            |
| 17 luglio | President's Cup Astana, Kazakistan $125,000+H – Cemento – 32S/32Q/16D                           | Jahor Herasimaŭ 7–6(9), 4–6, 6–4                              | Michail Kukuškin                           | Aldin Šetkić Aleksandr Bublik             | Evgenij Donskoj Lee Duck-hee Kwon Soon-woo Dmitrij Popko                 |
| 17 luglio | President's Cup Astana, Kazakistan $125,000+H – Cemento – 32S/32Q/16D                           | Toshihide Matsui Vishnu Vardhan 7–6(3), 6(5)–7, [10–7]        | Evgenij Karlovskij Evgenij Tjurnev         | Aldin Šetkić Aleksandr Bublik             | Evgenij Donskoj Lee Duck-hee Kwon Soon-woo Dmitrij Popko                 |
| 17 luglio | Poznań Open Poznań, Polonia €64,000+H – Terra rossa – 32S/32Q/16D                               | Aleksej Vatutin 2–6, 7–6(10), 6–3                             | Guido Andreozzi                            | Adam Pavlásek Gonçalo Oliveira            | Zdeněk Kolář Rubén Ramírez Hidalgo Jonathan Eysseric Lukáš Rosol         |
| 17 luglio | Poznań Open Poznań, Polonia €64,000+H – Terra rossa – 32S/32Q/16D                               | Guido Andreozzi Jaume Munar 6(4)–7, 6–3, [10–4]               | Tomasz Bednarek Gonçalo Oliveira           | Adam Pavlásek Gonçalo Oliveira            | Zdeněk Kolář Rubén Ramírez Hidalgo Jonathan Eysseric Lukáš Rosol         |
| 17 luglio | San Benedetto Tennis Cup San Benedetto del Tronto, Italia €64,000+H – Terra rossa – 32S/32Q/16D | Matteo Berrettini 6–3, 6–4                                    | Laslo Đere                                 | Federico Coria Carlos Taberner            | Pedro Sousa José Hernández Fernández Benjamin Bonzi Marcel Granollers    |
| 17 luglio | San Benedetto Tennis Cup San Benedetto del Tronto, Italia €64,000+H – Terra rossa – 32S/32Q/16D | Carlos Taberner Pol Toledo Bagué 7–5, 6–4                     | Flavio Cipolla Adrian Ungur                | Federico Coria Carlos Taberner            | Pedro Sousa José Hernández Fernández Benjamin Bonzi Marcel Granollers    |
| 17 luglio | The Hague Open Scheveningen, Paesi Bassi €64,000+H – Terra rossa – 32S/32Q/16D                  | Guillermo García López 6–1, 6(3)–7, 6–2                       | Ruben Bemelmans                            | Thiemo de Bakker Marko Tepavac            | Stefanos Tsitsipas Botic van de Zandschulp Simone Bolelli Joris De Loore |
| 17 luglio | The Hague Open Scheveningen, Paesi Bassi €64,000+H – Terra rossa – 32S/32Q/16D                  | Sander Gillé Joran Vliegen 6–2, 4–6, [12–10]                  | Jozef Kovalík Stefanos Tsitsipas           | Thiemo de Bakker Marko Tepavac            | Stefanos Tsitsipas Botic van de Zandschulp Simone Bolelli Joris De Loore |
| 17 luglio | Challenger de Gatineau Gatineau, Canada $50,000+H – Cemento – 32S/32Q/16D                       | Denis Shapovalov 6–1, 3–6, 6–3                                | Peter Polansky                             | Malek Jaziri Alexander Sarkissian         | Vincent Millot Marcos Giron Yuki Bhambri Thomas Fabbiano                 |
| 17 luglio | Challenger de Gatineau Gatineau, Canada $50,000+H – Cemento – 32S/32Q/16D                       | Bradley Klahn Jackson Withrow 6–2, 6–3                        | Hans Hach Verdugo Vincent Millot           | Malek Jaziri Alexander Sarkissian         | Vincent Millot Marcos Giron Yuki Bhambri Thomas Fabbiano                 |
| 24 luglio | Challenger de Granby Granby, Canada $100,000 – Cemento – 32S/32Q/16D                            | Blaž Kavčič 6–3, 2–6, 7–5                                     | Peter Polansky                             | Brayden Schnur Denis Shapovalov           | Tatsuma Itō Max Purcell Mackenzie McDonald Yasutaka Uchiyama             |
| 24 luglio | Challenger de Granby Granby, Canada $100,000 – Cemento – 32S/32Q/16D                            | Joe Salisbury Jackson Withrow 4–6, 6–3, [10–6]                | Marcel Felder Gō Soeda                     | Brayden Schnur Denis Shapovalov           | Tatsuma Itō Max Purcell Mackenzie McDonald Yasutaka Uchiyama             |
| 24 luglio | Binghamton Challenger Binghamton, Stati Uniti $75,000 – Cemento – 32S/32Q/16D                   | Cameron Norrie 6–4, 0–6, 6–4                                  | Jordan Thompson                            | William Blumberg Christian Harrison       | Dominik Köpfer Zhang Ze Blaž Rola Aleksandr Bublik                       |
| 24 luglio | Binghamton Challenger Binghamton, Stati Uniti $75,000 – Cemento – 32S/32Q/16D                   | Denis Kudla Daniel Nguyen 6–3, 7–6(5)                         | Jarryd Chaplin Luke Saville                | William Blumberg Christian Harrison       | Dominik Köpfer Zhang Ze Blaž Rola Aleksandr Bublik                       |
| 24 luglio | ATP Challenger Cortina Cortina d'Ampezzo, Italia €64,000 – Terra rossa – 32S/32Q/16D            | Roberto Carballés Baena 6–1, 6–0                              | Gerald Melzer                              | Matteo Viola Marcel Granollers            | Carlos Taberner Pedro Cachín Clément Geens Guido Andreozzi               |
| 24 luglio | ATP Challenger Cortina Cortina d'Ampezzo, Italia €64,000 – Terra rossa – 32S/32Q/16D            | Guido Andreozzi Gerald Melzer 6–2, 7–6(4)                     | Steven de Waard Ben McLachlan              | Matteo Viola Marcel Granollers            | Carlos Taberner Pedro Cachín Clément Geens Guido Andreozzi               |
| 24 luglio | I. ČLTK Prague Open Praga, Repubblica Ceca €43,000+H – Terra rossa – 32S/32Q/16D                | Andrej Martin 7–6(3), 6–3                                     | Yannick Maden                              | Adam Pavlásek João Domingues              | Zdeněk Kolář Tobias Kamke Jurij Rodionov Roman Safiullin                 |
| 24 luglio | I. ČLTK Prague Open Praga, Repubblica Ceca €43,000+H – Terra rossa – 32S/32Q/16D                | Jan Šátral Tristan-Samuel Weissborn 6–3, 5–7, [10–3]          | Gero Kretschmer Andreas Mies               | Adam Pavlásek João Domingues              | Zdeněk Kolář Tobias Kamke Jurij Rodionov Roman Safiullin                 |
| 24 luglio | Tampere Open Tampere, Finlandia €43,000+H – Terra rossa – 32S/32Q/15D                           | Calvin Hemery 6–3, 6–4                                        | Pedro Sousa                                | Íñigo Cervantes Aleksej Vatutin           | Dmitrij Popko Tallon Griekspoor Yannik Reuter Sebastian Ofner            |
| 24 luglio | Tampere Open Tampere, Finlandia €43,000+H – Terra rossa – 32S/32Q/15D                           | Sander Gillé Joran Vliegen 6–2, 6(5)–7, [10–3]                | Lucas Gómez Juan Ignacio Londero           | Íñigo Cervantes Aleksej Vatutin           | Dmitrij Popko Tallon Griekspoor Yannik Reuter Sebastian Ofner            |
| 31 luglio | Chengdu Challenger Chengdu, Cina $125,000 – Cemento – 32S/32Q/16D                               | Lu Yen-hsun 6–3, 6–4                                          | Evgenij Donskoj                            | Wu Yibing Nikola Milojević                | Miomir Kecmanović Yusuke Takahashi James Ward Gao Xin                    |
| 31 luglio | Chengdu Challenger Chengdu, Cina $125,000 – Cemento – 32S/32Q/16D                               | Sriram Balaji Vishnu Vardhan 6–3, 6–4                         | Hsieh Cheng-peng Peng Hsien-yin            | Wu Yibing Nikola Milojević                | Miomir Kecmanović Yusuke Takahashi James Ward Gao Xin                    |
| 31 luglio | Biella Challenger Biella, Italia €106,000+H – Terra rossa – 32S/32Q/16D                         | Filip Krajinović 6–3, 6–2                                     | Salvatore Caruso                           | João Souza Andrea Arnaboldi               | Marco Cecchinato Mikael Ymer Stefano Travaglia Federico Coria            |
| 31 luglio | Biella Challenger Biella, Italia €106,000+H – Terra rossa – 32S/32Q/16D                         | Attila Balázs Fabiano de Paula 5–7, 6–4, [10–4]               | Johan Brunström Dino Marcan                | João Souza Andrea Arnaboldi               | Marco Cecchinato Mikael Ymer Stefano Travaglia Federico Coria            |
| 31 luglio | Open Castilla y León Segovia, Spagna €85,000+H – Cementp – 32S/32Q/16D                          | Jaume Munar 6–3, 6–4                                          | Alex de Minaur                             | Gerard Granollers Pujol Matteo Berrettini | Marcel Granollers Laurent Lokoli Tallon Griekspoor Aldin Šetkić          |
| 31 luglio | Open Castilla y León Segovia, Spagna €85,000+H – Cementp – 32S/32Q/16D                          | Adrián Menéndez Maceiras Serhij Stachovs'kyj 4–6, 6–3, [10–7] | Roberto Ortega Olmedo David Vega Hernández | Gerard Granollers Pujol Matteo Berrettini | Marcel Granollers Laurent Lokoli Tallon Griekspoor Aldin Šetkić          |
| 31 luglio | Lexington Challenger Lexington, Stati Uniti $75,000 – Cemento – 32S/32Q/14D                     | Michael Mmoh 4–6, 7–6(3), 6–3                                 | John Millman                               | Cameron Norrie Raymond Sarmiento          | Dominik Köpfer Max Purcell Daniel Nguyen Denis Kudla                     |
| 31 luglio | Lexington Challenger Lexington, Stati Uniti $75,000 – Cemento – 32S/32Q/14D                     | Alex Bolt Max Purcell 7–5, 6–4                                | Tom Jomby Eric Quigley                     | Cameron Norrie Raymond Sarmiento          | Dominik Köpfer Max Purcell Daniel Nguyen Denis Kudla                     |
| 31 luglio | Liberec Open Liberec, Repubblica Ceca €43,000+H – Terra rossa – 32S/32Q/16D                     | Pedro Sousa 6–4, 5–7, 6–2                                     | Guilherme Clezar                           | Ricardo Ojeda Lara Václav Šafránek        | Jeremy Jahn Tobias Kamke Laurynas Grigelis Oscar Otte                    |
| 31 luglio | Liberec Open Liberec, Repubblica Ceca €43,000+H – Terra rossa – 32S/32Q/16D                     | Laurynas Grigelis Zdeněk Kolář 6–3, 6–4                       | Tomasz Bednarek David Pel                  | Ricardo Ojeda Lara Václav Šafránek        | Jeremy Jahn Tobias Kamke Laurynas Grigelis Oscar Otte                    |

### Agosto
| Settimana | Torneo | Campione                                                   | Finalista                           | Semifinalisti                       | Eliminati ai quarti                                                   |
| --------- | --- | ---------------------------------------------------------- | ----------------------------------- | ----------------------------------- | --------------------------------------------------------------------- |
| 7 agosto  | Jinan International Open Jinan, Cina $150,000 – Cemento – 32S/32Q/14D                                      | Lu Yen-hsun 6–3, 6–1                                       | Ričardas Berankis                   | Gō Soeda Evgenij Donskoj            | Kwon Soon-woo Kento Takeuchi Lee Duck-hee Dayne Kelly                 |
| 7 agosto  | Jinan International Open Jinan, Cina $150,000 – Cemento – 32S/32Q/14D                                      | Hsieh Cheng-peng Peng Hsien-yin 4–6, 6–4, [10–4]           | Sriram Balaji Vishnu Vardhan        | Gō Soeda Evgenij Donskoj            | Kwon Soon-woo Kento Takeuchi Lee Duck-hee Dayne Kelly                 |
| 7 agosto  | Aptos Challenger Aptos, Stati Uniti $100,000 – Hard – 32S/32Q/16D                                          | Aleksandr Bublik 6–2, 6–3                                  | Liam Broady                         | Taylor Fritz Samuel Groth           | Tennys Sandgren Raymond Sarmiento Dennis Novikov Akira Santillan      |
| 7 agosto  | Aptos Challenger Aptos, Stati Uniti $100,000 – Hard – 32S/32Q/16D                                          | Jonathan Erlich Neal Skupski 6–3, 2–6, [10–8]              | Alex Bolt Jordan Thompson           | Taylor Fritz Samuel Groth           | Tennys Sandgren Raymond Sarmiento Dennis Novikov Akira Santillan      |
| 7 agosto  | Open Floridablanca Floridablanca, Colombia $50,000+H – Terra rossa – 32S/32Q/16D                           | Guido Pella 6–2, 6–4                                       | Facundo Argüello                    | Gastão Elias Gonzalo Lama           | Evan King João Souza Michael Linzer Guilherme Clezar                  |
| 7 agosto  | Open Floridablanca Floridablanca, Colombia $50,000+H – Terra rossa – 32S/32Q/16D                           | Sergio Galdós Nicolás Jarry 6–3, 5–7, [10–1]               | Sekou Bangoura Evan King            | Gastão Elias Gonzalo Lama           | Evan King João Souza Michael Linzer Guilherme Clezar                  |
| 7 agosto  | Slovenia Open Challenger Portorose, Slovenia €43,000+H – Cemento – 32S/32Q/16D                             | Serhij Stachovs'kyj 6(4)–7, 7–6(6), 6–3                    | Matteo Berrettini                   | Aldin Šetkić Stefanos Tsitsipas     | Pedro Martínez Il'ja Ivaška Filip Krajinović Franko Škugor            |
| 7 agosto  | Slovenia Open Challenger Portorose, Slovenia €43,000+H – Cemento – 32S/32Q/16D                             | Hans Podlipnik-Castillo Andrėj Vasileŭski 6–3, 7–6(4)      | Lukáš Rosol Franko Škugor           | Aldin Šetkić Stefanos Tsitsipas     | Pedro Martínez Il'ja Ivaška Filip Krajinović Franko Škugor            |
| 14 agosto | Santo Domingo Open Santo Domingo, Repubblica Dominicana $125,000 – Terra verde– 32S/32Q/16D                | Víctor Estrella Burgos 7–6(4), 6–4                         | Damir Džumhur                       | Nicolás Jarry Gastão Elias          | Evan King Guido Pella Casper Ruud Cristian Rodríguez                  |
| 14 agosto | Santo Domingo Open Santo Domingo, Repubblica Dominicana $125,000 – Terra verde– 32S/32Q/16D                | Juan Ignacio Londero Luis David Martínez 6–4, 6–4          | Daniel Elahi Galán Santiago Giraldo | Nicolás Jarry Gastão Elias          | Evan King Guido Pella Casper Ruud Cristian Rodríguez                  |
| 14 agosto | Vancouver Open Vancouver, Canada $100,000 – Cemento – 32S/32Q/16D                                          | Cedrik-Marcel Stebe 6–0, 6–1                               | Jordan Thompson                     | Joris De Loore Stefano Napolitano   | Liam Broady Taylor Fritz Lloyd Harris Brayden Schnur                  |
| 14 agosto | Vancouver Open Vancouver, Canada $100,000 – Cemento – 32S/32Q/16D                                          | James Cerretani Neal Skupski 7–6(6), 6–2                   | Treat Conrad Huey Robert Lindstedt  | Joris De Loore Stefano Napolitano   | Liam Broady Taylor Fritz Lloyd Harris Brayden Schnur                  |
| 14 agosto | Internazionali di Tennis del Friuli Venezia Giulia Cordenons, Italia €64,000+H – Terra rossa – 32S/32Q/16D | Elias Ymer 6–2, 6–3                                        | Roberto Carballés Baena             | Laslo Đere Lorenzo Giustino         | Enrique López Pérez Gonçalo Oliveira Pedro Martínez Andrea Pellegrino |
| 14 agosto | Internazionali di Tennis del Friuli Venezia Giulia Cordenons, Italia €64,000+H – Terra rossa – 32S/32Q/16D | Roman Jebavý Zdeněk Kolář 6–2, 6–3                         | Matwé Middelkoop Igor Zelenay       | Laslo Đere Lorenzo Giustino         | Enrique López Pérez Gonçalo Oliveira Pedro Martínez Andrea Pellegrino |
| 14 agosto | Meerbusch Challenger Meerbusch, Germania €43,000+H – Terra rossa – 32S/32Q/16D                             | Ricardo Ojeda Lara 6–4, 6–3                                | Andreas Haider-Maurer               | Karim-Mohamed Maamoun Nicola Kuhn   | Florian Mayer Jeremy Jahn Oleksandr Nedovjesov Václav Šafránek        |
| 14 agosto | Meerbusch Challenger Meerbusch, Germania €43,000+H – Terra rossa – 32S/32Q/16D                             | Kevin Krawietz Andreas Mies 6–1, 7–6(5)                    | Dustin Brown Antonio Šančić         | Karim-Mohamed Maamoun Nicola Kuhn   | Florian Mayer Jeremy Jahn Oleksandr Nedovjesov Václav Šafránek        |
| 21 agosto | Internazionali di Tennis Manerbio Manerbio, Italia €43,000+H – Terra rossa – 32S/32Q/16D                   | Roberto Carballés Baena 6–4, 2–6, 6–2                      | Guillermo García López              | Elias Ymer Tommy Robredo            | Oscar Otte Carlos Taberner Lorenzo Sonego Adam Pavlásek               |
| 21 agosto | Internazionali di Tennis Manerbio Manerbio, Italia €43,000+H – Terra rossa – 32S/32Q/16D                   | Romain Arneodo Hugo Nys 4–6, 7–6(3), [10–5]                | Michail Elgin Roman Jebavý          | Elias Ymer Tommy Robredo            | Oscar Otte Carlos Taberner Lorenzo Sonego Adam Pavlásek               |
| 28 agosto | Città di Como Challenger Como, Italia €43,000+H – Terra rossa – 32S/32Q/16D                                | Pedro Sousa 1–6, 6–2, 6–4                                  | Marco Cecchinato                    | Filip Krajinović Corentin Moutet    | Oscar Otte Gastão Elias Kenny de Schepper Matteo Donati               |
| 28 agosto | Città di Como Challenger Como, Italia €43,000+H – Terra rossa – 32S/32Q/16D                                | Sander Arends Antonio Šančić 7–6(1), 6–2                   | Aljaksandr Bury Kevin Krawietz      | Filip Krajinović Corentin Moutet    | Oscar Otte Gastão Elias Kenny de Schepper Matteo Donati               |
| 28 agosto | Quito Challenger Quito, Ecuador $50,000+H – Terra rossa – 32S/32Q/16D                                      | Nicolás Jarry 6–3, 6–2                                     | Gerald Melzer                       | Víctor Estrella Burgos Facundo Mena | Andrej Martin Guilherme Clezar Maxime Hamou Gonzalo Lama              |
| 28 agosto | Quito Challenger Quito, Ecuador $50,000+H – Terra rossa – 32S/32Q/16D                                      | Marcelo Arévalo Miguel Ángel Reyes Varela 4–6, 6–4, [10–7] | Nicolás Jarry Roberto Quiroz        | Víctor Estrella Burgos Facundo Mena | Andrej Martin Guilherme Clezar Maxime Hamou Gonzalo Lama              |

### Settembre
| Settimana    | Torneo                                                                                       | Campione                                                         | Finalista                                 | Semifinalisti                           | Eliminati ai quarti                                                   |
| ------------ | -------------------------------------------------------------------------------------------- | ---------------------------------------------------------------- | ----------------------------------------- | --------------------------------------- | --------------------------------------------------------------------- |
| 4 settembre  | Genoa Open Challenger Genova, Italia €127,000+H – Terra rossa – 32S/32Q/16D                  | Stefanos Tsitsipas 7–5, 7–6(2)                                   | Guillermo García López                    | Márton Fucsovics Stefano Napolitano     | Jan-Lennard Struff Attila Balázs Matteo Donati Andrea Basso           |
| 4 settembre  | Genoa Open Challenger Genova, Italia €127,000+H – Terra rossa – 32S/32Q/16D                  | Tim Pütz Jan-Lennard Struff 7–6(5), 7–6(8)                       | Guido Andreozzi Ariel Behar               | Márton Fucsovics Stefano Napolitano     | Jan-Lennard Struff Attila Balázs Matteo Donati Andrea Basso           |
| 4 settembre  | Copa Sevilla Siviglia, Spagna €64,000+H – Terra gialla– 32S/32Q/16D                          | Félix Auger-Aliassime 6(4)–7, 6–3, 6–3                           | Íñigo Cervantes                           | Corentin Moutet Filip Krajinović        | Carlos Gómez Herrera Jaume Munar Tarō Daniel Roberto Carballés Baena  |
| 4 settembre  | Copa Sevilla Siviglia, Spagna €64,000+H – Terra gialla– 32S/32Q/16D                          | Pedro Cachín Íñigo Cervantes 7–6(5), 3–6, [10–5]                 | Ivan Gachov David Vega Hernández          | Corentin Moutet Filip Krajinović        | Carlos Gómez Herrera Jaume Munar Tarō Daniel Roberto Carballés Baena  |
| 4 settembre  | Open Bogotá Bogotà, Colombia $50,000+H – Terra rossa – 32S/32Q/16D                           | Marcelo Arévalo 7–5, 6–4                                         | Daniel Elahi Galán                        | Víctor Estrella Burgos Agustín Velotti  | Juan Ignacio Londero Gerald Melzer Andrej Martin Juan Sebastián Gómez |
| 4 settembre  | Open Bogotá Bogotà, Colombia $50,000+H – Terra rossa – 32S/32Q/16D                           | Marcelo Arévalo Miguel Ángel Reyes Varela 6–3, 3–6, [10–6]       | Nikola Mektić Franko Škugor               | Víctor Estrella Burgos Agustín Velotti  | Juan Ignacio Londero Gerald Melzer Andrej Martin Juan Sebastián Gómez |
| 4 settembre  | TEAN International Alphen aan den Rijn, Paesi Bassi €43,000+H – Terra rossa – 32S/32Q/16D    | Jürgen Zopp 6–3, 6–2                                             | Tommy Robredo                             | Oscar Otte Tallon Griekspoor            | Kamil Majchrzak Yannick Maden Julien Cagnina Kevin Krawietz           |
| 4 settembre  | TEAN International Alphen aan den Rijn, Paesi Bassi €43,000+H – Terra rossa – 32S/32Q/16D    | Botic van de Zandschulp Boy Westerhof 7–6(6), 7–5                | Alexandar Lazov Volodymyr Užylovs'kyj     | Oscar Otte Tallon Griekspoor            | Kamil Majchrzak Yannick Maden Julien Cagnina Kevin Krawietz           |
| 4 settembre  | International Challenger Zhangjiagang Zhangjiagang, Cina $50,000+H – Cemento – 32S/32Q/16D   | Jason Jung 6–4, 2–6, 6–4                                         | Zhang Ze                                  | Hiroki Moriya Gō Soeda                  | Mohamed Safwat Yasutaka Uchiyama Wu Di Yusuke Takahashi               |
| 4 settembre  | International Challenger Zhangjiagang Zhangjiagang, Cina $50,000+H – Cemento – 32S/32Q/16D   | Gao Xin Zhang Zhizhen 6–2, 6–3                                   | Chen Ti Yi Chu-huan                       | Hiroki Moriya Gō Soeda                  | Mohamed Safwat Yasutaka Uchiyama Wu Di Yusuke Takahashi               |
| 11 settembre | Pekao Szczecin Open Stettino, Polonia €127,000+H – Terra rossa – 32S/32Q/16D                 | Richard Gasquet 7–6(3), 7–6(4)                                   | Florian Mayer                             | Tarō Daniel Jürgen Zopp                 | Guido Andreozzi Bjorn Fratangelo Dustin Brown Jerzy Janowicz          |
| 11 settembre | Pekao Szczecin Open Stettino, Polonia €127,000+H – Terra rossa – 32S/32Q/16D                 | Wesley Koolhof Artem Sitak 6–1, 7–5                              | Aljaksandr Bury Andreas Siljeström        | Tarō Daniel Jürgen Zopp                 | Guido Andreozzi Bjorn Fratangelo Dustin Brown Jerzy Janowicz          |
| 11 settembre | Istanbul Challenger Istanbul, Turchia $75,000+H – Cemento – 32S/32Q/16D                      | Malek Jaziri 7–6(4), 0–6, 7–5                                    | Matteo Berrettini                         | Karim-Mohamed Maamoun Aleksandr Bublik  | Marsel İlhan Altuğ Çelikbilek Evgenij Donskoj Denis Istomin           |
| 11 settembre | Istanbul Challenger Istanbul, Turchia $75,000+H – Cemento – 32S/32Q/16D                      | Andre Begemann Jonathan Eysseric 6–3, 5–7, [10–4]                | Romain Arneodo Hugo Nys                   | Karim-Mohamed Maamoun Aleksandr Bublik  | Marsel İlhan Altuğ Çelikbilek Evgenij Donskoj Denis Istomin           |
| 11 settembre | Shanghai Challenger Shanghai, Cina $75,000 – Cemento – 32S/32Q/16D                           | Wu Yibing 7–6(6), rit.                                           | Lu Yen-hsun                               | Zhang Ze Matthias Bachinger             | Mohamed Safwat Dayne Kelly Omar Jasika Hiroki Moriya                  |
| 11 settembre | Shanghai Challenger Shanghai, Cina $75,000 – Cemento – 32S/32Q/16D                           | Toshihide Matsui Yi Chu-huan 6(1)–7, 6–4, [10–5]                 | Bradley Klahn Peter Polansky              | Zhang Ze Matthias Bachinger             | Mohamed Safwat Dayne Kelly Omar Jasika Hiroki Moriya                  |
| 11 settembre | Banja Luka Challenger Banja Luka, Bosnia ed Erzegovina €43,000+H – Terra rossa – 32S/32Q/16D | Maximilian Marterer 6–1, 6–2                                     | Carlos Taberner                           | Andrea Arnaboldi Pol Toledo Bagué       | Félix Auger-Aliassime Zdeněk Kolář Nikola Milojević Filip Horanský    |
| 11 settembre | Banja Luka Challenger Banja Luka, Bosnia ed Erzegovina €43,000+H – Terra rossa – 32S/32Q/16D | Marin Draganja Tomislav Draganja 6–4, 6–2                        | Danilo Petrović Ilija Vučić               | Andrea Arnaboldi Pol Toledo Bagué       | Félix Auger-Aliassime Zdeněk Kolář Nikola Milojević Filip Horanský    |
| 11 settembre | Cary Challenger Cary, Stati Uniti $50,000+H – Cemento – 32S/32Q/14D                          | Kevin King 6–4, 6–1                                              | Cameron Norrie                            | Noah Rubin Marcelo Arévalo              | Facundo Mena Cristian Garín Mitchell Krueger Mackenzie McDonald       |
| 11 settembre | Cary Challenger Cary, Stati Uniti $50,000+H – Cemento – 32S/32Q/14D                          | Marcelo Arévalo Miguel Ángel Reyes Varela 6(6)–7, 7–6(1), [10–6] | Miķelis Lībietis Dennis Novikov           | Noah Rubin Marcelo Arévalo              | Facundo Mena Cristian Garín Mitchell Krueger Mackenzie McDonald       |
| 18 settembre | Izmir Cup Smirne, Turchia €64,000 – Cemento – 32S/32Q/15D                                    | Illja Marčenko 7–6(2), 6–0                                       | Stéphane Robert                           | Oleksandr Nedovjesov Danilo Petrović    | Lucas Miedler Sadio Doumbia Matteo Berrettini Aleksandr Bublik        |
| 18 settembre | Izmir Cup Smirne, Turchia €64,000 – Cemento – 32S/32Q/15D                                    | Scott Clayton Jonny O'Mara Walkover                              | Denys Molčanov Serhij Stachovs'kyj        | Oleksandr Nedovjesov Danilo Petrović    | Lucas Miedler Sadio Doumbia Matteo Berrettini Aleksandr Bublik        |
| 18 settembre | Columbus Challenger Columbus, Stati Uniti $75,000 – Cemento indoor – 32S/32Q/16D             | Ante Pavić 6(11)–7, 6–4, 6–3                                     | Alexander Ward                            | Dennis Novikov Frank Dancevic           | Quentin Halys Denis Kudla Evan King Filip Peliwo                      |
| 18 settembre | Columbus Challenger Columbus, Stati Uniti $75,000 – Cemento indoor – 32S/32Q/16D             | Dominik Köpfer Denis Kudla 7–6(6), 7–6(3)                        | Luke Bambridge David O'Hare               | Dennis Novikov Frank Dancevic           | Quentin Halys Denis Kudla Evan King Filip Peliwo                      |
| 18 settembre | Gwangju Open Gwangju, Corea del Sud $50,000+H – Cemento – 32S/32Q/14D                        | Matthias Bachinger 6–3, 6–4                                      | Yang Tsung-hua                            | Tatsuma Itō Peter Polansky              | Steven Diez Lee Duck-hee Marinko Matosevic Kwon Soon-woo              |
| 18 settembre | Gwangju Open Gwangju, Corea del Sud $50,000+H – Cemento – 32S/32Q/14D                        | Chen Ti Ben McLachlan 2–6, 7–6(1), [10–1]                        | Jarryd Chaplin Luke Saville               | Tatsuma Itō Peter Polansky              | Steven Diez Lee Duck-hee Marinko Matosevic Kwon Soon-woo              |
| 18 settembre | Sibiu Open Sibiu, Romania €43,000+H – Terra rossa – 32S/32Q/16D                              | Cedrik-Marcel Stebe 6–3, 6–3                                     | Carlos Taberner                           | Maximilian Marterer Adrian Ungur        | Stefano Napolitano Casper Ruud Stefano Travaglia Bjorn Fratangelo     |
| 18 settembre | Sibiu Open Sibiu, Romania €43,000+H – Terra rossa – 32S/32Q/16D                              | Marco Cecchinato Matteo Donati 6–3, 6–1                          | Sander Gillé Joran Vliegen                | Maximilian Marterer Adrian Ungur        | Stefano Napolitano Casper Ruud Stefano Travaglia Bjorn Fratangelo     |
| 25 settembre | Open d'Orleans Orléans, Francia €127,000+H – Cemento indoor – 32S/32Q/16D                    | Norbert Gombos 6–3, 5–7, 6–2                                     | Julien Benneteau                          | Márton Fucsovics Illja Marčenko         | Horacio Zeballos Paul-Henri Mathieu Andrej Kuznecov Nicolas Mahut     |
| 25 settembre | Open d'Orleans Orléans, Francia €127,000+H – Cemento indoor – 32S/32Q/16D                    | Guillermo Durán Andrés Molteni 6–3, 6(4)–7, [13–11]              | Jonathan Eysseric Tristan Lamasine        | Márton Fucsovics Illja Marčenko         | Horacio Zeballos Paul-Henri Mathieu Andrej Kuznecov Nicolas Mahut     |
| 25 settembre | Tiburon Challenger Tiburon, Stati Uniti $100,000 – Cemento – 32S/32Q/16D                     | Cameron Norrie 6–2, 6–3                                          | Tennys Sandgren                           | Prajnesh Gunneswaran Mackenzie McDonald | Frank Dancevic Michael Mmoh Alejandro González Christian Harrison     |
| 25 settembre | Tiburon Challenger Tiburon, Stati Uniti $100,000 – Cemento – 32S/32Q/16D                     | André Göransson Florian Lakat 6–4, 6–4                           | Marcelo Arévalo Miguel Ángel Reyes Varela | Prajnesh Gunneswaran Mackenzie McDonald | Frank Dancevic Michael Mmoh Alejandro González Christian Harrison     |
| 25 settembre | Due Ponti Challenger Roma, Italia €43,000+H – Clay – 32S/32Q/16D                             | Filip Krajinović 6–4, 6–3                                        | Daniel Gimeno Traver                      | Carlos Taberner Roberto Carballés Baena | Patricio Heras Guillermo García López Ricardo Ojeda Lara Laslo Đere   |
| 25 settembre | Due Ponti Challenger Roma, Italia €43,000+H – Clay – 32S/32Q/16D                             | Martin Kližan Jozef Kovalík 6–3, 7–6(5)                          | Sander Gillé Joran Vliegen                | Carlos Taberner Roberto Carballés Baena | Patricio Heras Guillermo García López Ricardo Ojeda Lara Laslo Đere   |

### Ottobre
| Settimana  | Torneo                                                                                                  | Campione                                                      | Finalista                                 | Semifinalisti                             | Eliminati ai quarti                                                  |
| ---------- | --- | ------------------------------------------------------------- | ----------------------------------------- | ----------------------------------------- | -------------------------------------------------------------------- |
| 2 ottobre  | OEC Kaohsiung Kaohsiung, Taiwan $125,000+H – Sintetico indoor – 32S/32Q/16D                             | Evgenij Donskoj 7–6(0), 7–5                                   | Marius Copil                              | Marinko Matosevic Lloyd Harris            | Andre Begemann Lukáš Rosol Lukáš Lacko John Millman                  |
| 2 ottobre  | OEC Kaohsiung Kaohsiung, Taiwan $125,000+H – Sintetico indoor – 32S/32Q/16D                             | Sanchai Ratiwatana Sonchat Ratiwatana 6–4, 1–6, [10–6]        | Jonathan Erlich Alexander Peya            | Marinko Matosevic Lloyd Harris            | Andre Begemann Lukáš Rosol Lukáš Lacko John Millman                  |
| 2 ottobre  | Monterrey Challenger Monterrey, Messico $100,000+H – Cemento – 32S/32Q/16D                              | Maximilian Marterer 7–6(3), 7–6(6)                            | Bradley Klahn                             | Quentin Halys Kevin King                  | Víctor Estrella Burgos Cristian Garín Dominik Köpfer Evan King       |
| 2 ottobre  | Monterrey Challenger Monterrey, Messico $100,000+H – Cemento – 32S/32Q/16D                              | Christopher Eubanks Evan King 7–6(4), 6–3                     | Marcelo Arévalo Miguel Ángel Reyes Varela | Quentin Halys Kevin King                  | Víctor Estrella Burgos Cristian Garín Dominik Köpfer Evan King       |
| 2 ottobre  | Stockton Challenger Stockton, Stati Uniti $100,000 – Cemento – 32S/32Q/16D                              | Cameron Norrie 6–1, 6–3                                       | Darian King                               | Tim Smyczek Michael Mmoh                  | Elias Ymer Stefan Kozlov Dmitrij Tursunov Tennys Sandgren            |
| 2 ottobre  | Stockton Challenger Stockton, Stati Uniti $100,000 – Cemento – 32S/32Q/16D                              | Brydan Klein Joe Salisbury 6–2, 6–4                           | Denis Kudla Miķelis Lībietis              | Tim Smyczek Michael Mmoh                  | Elias Ymer Stefan Kozlov Dmitrij Tursunov Tennys Sandgren            |
| 2 ottobre  | Almaty Challenger Almaty, Kazakistan $50,000+H – Terra rossa – 32S/32Q/16D                              | Filip Krajinović 6–0, 6–3                                     | Laslo Đere                                | Ivan Gachov Marco Trungelliti             | Arthur De Greef Guillermo García López Ivan Nedel'ko Federico Gaio   |
| 2 ottobre  | Almaty Challenger Almaty, Kazakistan $50,000+H – Terra rossa – 32S/32Q/16D                              | Timur Chabibulin Oleksandr Nedovjesov 1–6, 6–3, [10–3]        | Ivan Gachov Nino Serdarušić               | Ivan Gachov Marco Trungelliti             | Arthur De Greef Guillermo García López Ivan Nedel'ko Federico Gaio   |
| 2 ottobre  | Campeonato Internacional de Tênis de Campinas Campinas, Brasile $50,000+H – Terra rossa – 32S/32Q/16D   | Gastão Elias 3–6, 6–3, 6–4                                    | Renzo Olivo                               | Andrea Collarini Gonçalo Oliveira         | Michael Linzer Daniel Muñoz de la Nava José Pereira André Ghem       |
| 2 ottobre  | Campeonato Internacional de Tênis de Campinas Campinas, Brasile $50,000+H – Terra rossa – 32S/32Q/16D   | Máximo González Fabrício Neis 6–1, 6–1                        | Gastão Elias José Pereira                 | Andrea Collarini Gonçalo Oliveira         | Michael Linzer Daniel Muñoz de la Nava José Pereira André Ghem       |
| 9 ottobre  | Tashkent Challenger Tashkent, Uzbekistan $150,000+H – Cemento – 32S/32Q/16D                             | Guillermo García López 6–1, 7–6(1)                            | Kamil Majchrzak                           | Denis Istomin Marek Jaloviec              | Uladzimir Ihnacik Václav Šafránek Gleb Sakharov Mohamed Safwat       |
| 9 ottobre  | Tashkent Challenger Tashkent, Uzbekistan $150,000+H – Cemento – 32S/32Q/16D                             | Hans Podlipnik-Castillo Andrėj Vasileŭski 6–4, 6–2            | Yuki Bhambri Divij Sharan                 | Denis Istomin Marek Jaloviec              | Uladzimir Ihnacik Václav Šafránek Gleb Sakharov Mohamed Safwat       |
| 9 ottobre  | Fairfield Challenger Fairfield, Stati Uniti $100,000 – Cemento – 32S/32Q/16D                            | Mackenzie McDonald 6–4, 6–2                                   | Bradley Klahn                             | Maximilian Marterer Christopher O'Connell | Nikola Milojević Sebastian Fanselow Bjorn Fratangelo Tennys Sandgren |
| 9 ottobre  | Fairfield Challenger Fairfield, Stati Uniti $100,000 – Cemento – 32S/32Q/16D                            | Luke Bambridge David O'Hare 6–4, 6–2                          | Akram El Sallaly Bernardo Oliveira        | Maximilian Marterer Christopher O'Connell | Nikola Milojević Sebastian Fanselow Bjorn Fratangelo Tennys Sandgren |
| 9 ottobre  | Internazionali Tennis Val Gardena Südtirol Ortisei, Italia €64,000 – Cemento indoor – 32S/32Q/16D       | Lorenzo Sonego 6–4, 6–4                                       | Tim Pütz                                  | Pierre-Hugues Herbert Matteo Donati       | Viktor Galović Marc Sieber Andreas Seppi Oscar Otte                  |
| 9 ottobre  | Internazionali Tennis Val Gardena Südtirol Ortisei, Italia €64,000 – Cemento indoor – 32S/32Q/16D       | Sander Arends Antonio Šančić 6–2, 5–7, [13–11]                | Jeremy Jahn Edan Leshem                   | Pierre-Hugues Herbert Matteo Donati       | Viktor Galović Marc Sieber Andreas Seppi Oscar Otte                  |
| 9 ottobre  | Challenger de Buenos Aires Buenos Aires, Argentina $50,000+H – Terra rossa – 32S/32Q/16D                | Nicolás Kicker 6(5)–7, 6–0, 7–5                               | Horacio Zeballos                          | Gerald Melzer Gastão Elias                | Renzo Olivo João Domingues Federico Coria Federico Delbonis          |
| 9 ottobre  | Challenger de Buenos Aires Buenos Aires, Argentina $50,000+H – Terra rossa – 32S/32Q/16D                | Ariel Behar Fabiano de Paula 7–6(3), 5–7, [10–8]              | Máximo González Fabrício Neis             | Gerald Melzer Gastão Elias                | Renzo Olivo João Domingues Federico Coria Federico Delbonis          |
| 16 ottobre | Ningbo Challenger Ningbo, Cina $125,000 – Cemento – 32S/32Q/16D                                         | Michail Južnyj 6–1, 6–1                                       | Tarō Daniel                               | Lu Yen-hsun Jurij Rodionov                | Peter Polansky Yosuke Watanuki Li Zhe Jordan Thompson                |
| 16 ottobre | Ningbo Challenger Ningbo, Cina $125,000 – Cemento – 32S/32Q/16D                                         | Radu Albot Rubin Statham 7–5, 6–3                             | Jeevan Nedunchezhiyan Christopher Rungkat | Lu Yen-hsun Jurij Rodionov                | Peter Polansky Yosuke Watanuki Li Zhe Jordan Thompson                |
| 16 ottobre | Las Vegas Tennis Open Las Vegas, Stati Uniti $50,000+H – Cemento – 32S/32Q/15D                          | Stefan Kozlov 3–6, 7–5, 6–4                                   | Liam Broady                               | Tennys Sandgren Evan King                 | Jan Choinski Kevin King Bradley Klahn Reilly Opelka                  |
| 16 ottobre | Las Vegas Tennis Open Las Vegas, Stati Uniti $50,000+H – Cemento – 32S/32Q/15D                          | Brydan Klein Joe Salisbury 6–3, 4–6, [10–3]                   | Hans Hach Verdugo Dennis Novikov          | Tennys Sandgren Evan King                 | Jan Choinski Kevin King Bradley Klahn Reilly Opelka                  |
| 16 ottobre | Ismaning Challenger Ismaning, Germany €43,000+H – Sintetico indoor – 32S/32Q/16D                        | Yannick Hanfmann 6–4, 3–6, 7–5                                | Lorenzo Sonego                            | Matteo Donati Dustin Brown                | Salvatore Caruso Daniel Masur Tristan Lamasine Hubert Hurkacz        |
| 16 ottobre | Ismaning Challenger Ismaning, Germany €43,000+H – Sintetico indoor – 32S/32Q/16D                        | Marin Draganja Tomislav Draganja 6(1)–7, 6–2, [10–8]          | Dustin Brown Tim Pütz                     | Matteo Donati Dustin Brown                | Salvatore Caruso Daniel Masur Tristan Lamasine Hubert Hurkacz        |
| 16 ottobre | Open Cali I Cali, Colombia $50,000+H – Terra rossa – 32S/32Q/16D                                        | Federico Delbonis 7–6(10), 7–5                                | Guilherme Clezar                          | Andrej Martin Gerald Melzer               | Jaume Munar Alejandro González Roberto Carballés Baena Blaž Rola     |
| 16 ottobre | Open Cali I Cali, Colombia $50,000+H – Terra rossa – 32S/32Q/16D                                        | Marcelo Arévalo Miguel Ángel Reyes Varela 6–3, 6–4            | Sergio Galdós Fabrício Neis               | Andrej Martin Gerald Melzer               | Jaume Munar Alejandro González Roberto Carballés Baena Blaž Rola     |
| 23 ottobre | Brest Challenger Brest, Francia €106,000+H – Cemento indoor – 32S/32Q/16D                               | Corentin Moutet 6–2, 7–6(8)                                   | Stefanos Tsitsipas                        | Yannick Maden Marius Copil                | Daniil Medvedev Gleb Sakharov Jérémy Chardy Ugo Humbert              |
| 23 ottobre | Brest Challenger Brest, Francia €106,000+H – Cemento indoor – 32S/32Q/16D                               | Sander Arends Antonio Šančić 6–4, 7–5                         | Scott Clayton Divij Sharan                | Yannick Maden Marius Copil                | Daniil Medvedev Gleb Sakharov Jérémy Chardy Ugo Humbert              |
| 23 ottobre | China International Suzhou Suzhou, Cina $75,000 – Cemento – 32S/32Q/16D                                 | Miomir Kecmanović 6–4, 6–4                                    | Radu Albot                                | Zhang Ze Blaž Kavčič                      | Wu Di Thiago Monteiro Adrián Menéndez Maceiras Hubert Hurkacz        |
| 23 ottobre | China International Suzhou Suzhou, Cina $75,000 – Cemento – 32S/32Q/16D                                 | Gao Xin Sun Fajing 7–6(5), 4–6, [10–7]                        | Gong Maoxin Zhang Ze                      | Zhang Ze Blaž Kavčič                      | Wu Di Thiago Monteiro Adrián Menéndez Maceiras Hubert Hurkacz        |
| 23 ottobre | Lima Challenger Lima, Perù $50,000+H – Terra rossa – 32S/32Q/16D                                        | Gerald Melzer 7–5, 7–6(4)                                     | Jozef Kovalík                             | Marco Cecchinato Nicolás Kicker           | Andrej Martin Dimitar Kuzmanov Gastão Elias Facundo Bagnis           |
| 23 ottobre | Lima Challenger Lima, Perù $50,000+H – Terra rossa – 32S/32Q/16D                                        | Miguel Ángel Reyes Varela Blaž Rola 7–5, 6–3                  | Gonçalo Oliveira Grzegorz Panfil          | Marco Cecchinato Nicolás Kicker           | Andrej Martin Dimitar Kuzmanov Gastão Elias Facundo Bagnis           |
| 23 ottobre | Traralgon Challenger Traralgon, Australia $75,000 – Cemento – 32S/32Q/16D                               | Jason Kubler 2–6, 7–6(6), 7–6(3)                              | Alex Bolt                                 | Maverick Banes Matthew Ebden              | Evan King Alexander Sarkissian Bradley Mousley Noah Rubin            |
| 23 ottobre | Traralgon Challenger Traralgon, Australia $75,000 – Cemento – 32S/32Q/16D                               | Alex Bolt Bradley Mousley 6–4, 6–2                            | Evan King Nathan Pasha                    | Maverick Banes Matthew Ebden              | Evan King Alexander Sarkissian Bradley Mousley Noah Rubin            |
| 23 ottobre | Vietnam Open Challenger Città di Ho Chi Minh, Vietnam $50,000+H – Cemento – 32S/32Q/16D                 | Michail Južnyj 6–4, 6–4                                       | John Millman                              | Gō Soeda Akira Santillan                  | Taylor Fritz Yuki Bhambri Peter Polansky Jason Jung                  |
| 23 ottobre | Vietnam Open Challenger Città di Ho Chi Minh, Vietnam $50,000+H – Cemento – 32S/32Q/16D                 | Saketh Myneni Vijay Sundar Prashanth 7–6(3), 7–6(5)           | Ben McLachlan Gō Soeda                    | Gō Soeda Akira Santillan                  | Taylor Fritz Yuki Bhambri Peter Polansky Jason Jung                  |
| 30 ottobre | Shenzhen Longhua Open Shenzhen, Cina $75,000+H – Cemento – 32S/32Q/16D                                  | Radu Albot 7–6(6), 6(3)–7, 6–4                                | Hubert Hurkacz                            | Mikhail Južnyj Blaž Kavčič                | Austin Krajicek Jason Jung Kwon Soon-woo Wu Yibing                   |
| 30 ottobre | Shenzhen Longhua Open Shenzhen, Cina $75,000+H – Cemento – 32S/32Q/16D                                  | Sriram Balaji Vishnu Vardhan 7–6(3), 7–6(3)                   | Austin Krajicek Jackson Withrow           | Mikhail Južnyj Blaž Kavčič                | Austin Krajicek Jason Jung Kwon Soon-woo Wu Yibing                   |
| 30 ottobre | Charlottesville Men's Pro Challenger Charlottesville, Stati Uniti $75,000 – Cemento indoor– 32S/32Q/16D | Tim Smyczek 6(5)–7, 6–3, 6–2                                  | Tennys Sandgren                           | Michael Mmoh Stefan Kozlov                | Brayden Schnur Ruan Roelofse Denis Kudla Henri Laaksonen             |
| 30 ottobre | Charlottesville Men's Pro Challenger Charlottesville, Stati Uniti $75,000 – Cemento indoor– 32S/32Q/16D | Denis Kudla Danny Thomas 6(4)–7, 1–4 rit.                     | Jarryd Chaplin Miķelis Lībietis           | Michael Mmoh Stefan Kozlov                | Brayden Schnur Ruan Roelofse Denis Kudla Henri Laaksonen             |
| 30 ottobre | Canberra Tennis International Canberra, Australia $75,000 – Cemento – 32S/32Q/16D                       | Matthew Ebden 7–6(4), 6–4                                     | Tarō Daniel                               | Marc Polmans Alex Bolt                    | Alexander Sarkissian Blake Ellis Gavin van Peperzeel Omar Jasika     |
| 30 ottobre | Canberra Tennis International Canberra, Australia $75,000 – Cemento – 32S/32Q/16D                       | Alex Bolt Bradley Mousley 6–3, 6–2                            | Luke Saville Andrew Whittington           | Marc Polmans Alex Bolt                    | Alexander Sarkissian Blake Ellis Gavin van Peperzeel Omar Jasika     |
| 30 ottobre | Challenger Ciudad de Guayaquil Guayaquil, Ecuador $50,000+H – Terra rossa – 32S/32Q/16D                 | Gerald Melzer 6–3, 6–1                                        | Facundo Bagnis                            | Hugo Dellien Gastão Elias                 | Marcelo Arévalo Roberto Quiroz Guido Andreozzi Nicolás Kicker        |
| 30 ottobre | Challenger Ciudad de Guayaquil Guayaquil, Ecuador $50,000+H – Terra rossa – 32S/32Q/16D                 | Marcelo Arévalo Miguel Ángel Reyes Varela 6–1, 6(7)–7, [10–6] | Hugo Dellien Federico Zeballos            | Hugo Dellien Gastão Elias                 | Marcelo Arévalo Roberto Quiroz Guido Andreozzi Nicolás Kicker        |
| 30 ottobre | Challenger Eckental Eckental, Germania €43,000+H – Sintetico indoor – 32S/32Q/16D                       | Maximilian Marterer 7–6(8), 3–6, 6–3                          | Jerzy Janowicz                            | Matthias Bachinger Sebastian Ofner        | Ruben Bemelmans Alex de Minaur Mirza Bašić Corentin Moutet           |
| 30 ottobre | Challenger Eckental Eckental, Germania €43,000+H – Sintetico indoor – 32S/32Q/16D                       | Sander Arends Roman Jebavý 6–2, 6–4                           | Ken Skupski Neal Skupski                  | Matthias Bachinger Sebastian Ofner        | Ruben Bemelmans Alex de Minaur Mirza Bašić Corentin Moutet           |

### Novembre
| Settimana   | Torneo                                                                                                 | Campione                                               | Finalista                                 | Semifinalisti                          | Eliminati ai quarti                                                               |
| ----------- | --- | ------------------------------------------------------ | ----------------------------------------- | -------------------------------------- | --------------------------------------------------------------------------------- |
| 6 novembre  | Slovak Open Bratislava, Slovacchia €106,000+H – Cemento (i) – 32S/32Q/16D                              | Lukáš Lacko 6–4, 7–6(4)                                | Marius Copil                              | Michail Kukuškin Jürgen Zopp           | Jerzy Janowicz Kamil Majchrzak Andreas Seppi Franko Škugor                        |
| 6 novembre  | Slovak Open Bratislava, Slovacchia €106,000+H – Cemento (i) – 32S/32Q/16D                              | Ken Skupski Neal Skupski 5–7, 6–3, [10–8]              | Sander Arends Antonio Šančić              | Michail Kukuškin Jürgen Zopp           | Jerzy Janowicz Kamil Majchrzak Andreas Seppi Franko Škugor                        |
| 6 novembre  | Internationaux de Tennis de Vendee Mouilleron-le-Captif, Francia €85,000+H – Cemento (i) – 32S/32Q/16D | Elias Ymer 7–5, 6–4                                    | Yannick Maden                             | Gleb Sakharov Luca Vanni               | Il'ja Ivaška Constant Lestienne Aleksej Vatutin Peter Gojowczyk                   |
| 6 novembre  | Internationaux de Tennis de Vendee Mouilleron-le-Captif, Francia €85,000+H – Cemento (i) – 32S/32Q/16D | Andre Begemann Jonathan Eysseric 6–3, 6–4              | Tomasz Bednarek David Pel                 | Gleb Sakharov Luca Vanni               | Il'ja Ivaška Constant Lestienne Aleksej Vatutin Peter Gojowczyk                   |
| 6 novembre  | Uruguay Open Montevideo, Uruguay $75,000+H – Terra rossa – 32S/32Q/16D                                 | Pablo Cuevas 6–4, 6–3                                  | Gastão Elias                              | Nicolás Kicker João Domingues          | Facundo Bagnis Marcelo Arévalo Rogério Dutra da Silva Guido Pella                 |
| 6 novembre  | Uruguay Open Montevideo, Uruguay $75,000+H – Terra rossa – 32S/32Q/16D                                 | Romain Arneodo Fernando Romboli 2–6, 6–4, [10–8]       | Ariel Behar Fabiano de Paula              | Nicolás Kicker João Domingues          | Facundo Bagnis Marcelo Arévalo Rogério Dutra da Silva Guido Pella                 |
| 6 novembre  | Knoxville Challenger Knoxville, Stati Uniti $75,000 – Cemento (i) – 32S/32Q/16D                        | Filip Peliwo 6–4, 6–2                                  | Denis Kudla                               | Bradley Klahn Henri Laaksonen          | Edward Corrie Bjorn Fratangelo Taylor Fritz Tim Smyczek                           |
| 6 novembre  | Knoxville Challenger Knoxville, Stati Uniti $75,000 – Cemento (i) – 32S/32Q/16D                        | Leander Paes Purav Raja 7–6(4), 7–6(4)                 | James Cerretani John-Patrick Smith        | Bradley Klahn Henri Laaksonen          | Edward Corrie Bjorn Fratangelo Taylor Fritz Tim Smyczek                           |
| 6 novembre  | Kobe Challenger Kōbe, Giappone $50,000+H – Cemento (i) – 32S/32Q/16D                                   | Stéphane Robert 7–6(1), 6(5)–7, 6–1                    | Calvin Hemery                             | Kwon Soon-woo Akira Santillan          | Yosuke Watanuki John Millman Gō Soeda Alex Bolt                                   |
| 6 novembre  | Kobe Challenger Kōbe, Giappone $50,000+H – Cemento (i) – 32S/32Q/16D                                   | Ben McLachlan Yasutaka Uchiyama 4–6, 6–3, [10–8]       | Jeevan Nedunchezhiyan Christopher Rungkat | Kwon Soon-woo Akira Santillan          | Yosuke Watanuki John Millman Gō Soeda Alex Bolt                                   |
| 13 novembre | Champaign-Urbana Challenger Champaign, United States $75,000 – Cemento (i) – 32S/32Q/16D               | Tim Smyczek 6–2, 6–4                                   | Bjorn Fratangelo                          | Cameron Norrie Taylor Fritz            | Tennys Sandgren Mackenzie McDonald Tommy Paul Filip Peliwo                        |
| 13 novembre | Champaign-Urbana Challenger Champaign, United States $75,000 – Cemento (i) – 32S/32Q/16D               | Leander Paes Purav Raja 6–3, 6(5)–7, [10–5]            | Ruan Roelofse Joe Salisbury               | Cameron Norrie Taylor Fritz            | Tennys Sandgren Mackenzie McDonald Tommy Paul Filip Peliwo                        |
| 13 novembre | Internazionali Città di Brescia Brescia, Italia €43,000+H – Sintetico (i) – 32S/32Q/16D                | Lukáš Lacko 6–1, 6–2                                   | Laurynas Grigelis                         | Viktor Galović Mirza Bašić             | Uladzimir Ihnacik Andreas Seppi Stefano Travaglia Alex de Minaur                  |
| 13 novembre | Internazionali Città di Brescia Brescia, Italia €43,000+H – Sintetico (i) – 32S/32Q/16D                | Sander Arends Sander Gillé 6–2, 6–3                    | Luca Margaroli Tristan-Samuel Weissborn   | Viktor Galović Mirza Bašić             | Uladzimir Ihnacik Andreas Seppi Stefano Travaglia Alex de Minaur                  |
| 13 novembre | Santiago Challenger 2 Santiago del Cile, Cile $50,000+H – Terra rossa – 32S/32Q/16D                    | Nicolás Jarry 6–1, 7–5                                 | Marcelo Arévalo                           | Rogério Dutra da Silva Thiago Monteiro | Patricio Heras Gastão Elias Carlos Berlocq Daniel Elahi Galán                     |
| 13 novembre | Santiago Challenger 2 Santiago del Cile, Cile $50,000+H – Terra rossa – 32S/32Q/16D                    | Franco Agamenone Facundo Argüello 6–4, 3–6, [10–6]     | Máximo González Nicolás Jarry             | Rogério Dutra da Silva Thiago Monteiro | Patricio Heras Gastão Elias Carlos Berlocq Daniel Elahi Galán                     |
| 13 novembre | Pune Challenger Pune, India $50,000+H – Cemento – 32S/32Q/16D                                          | Yuki Bhambri 4–6, 6–3, 6–4                             | Ramkumar Ramanathan                       | Saketh Myneni Adrián Menéndez Maceiras | Blaž Kavčič Nikola Milojević Jay Clarke Oleksandr Nedovjesov                      |
| 13 novembre | Pune Challenger Pune, India $50,000+H – Cemento – 32S/32Q/16D                                          | Tomislav Brkić Ante Pavić 6–1, 7–6(5)                  | Pedro Martínez Adrián Menéndez Maceiras   | Saketh Myneni Adrián Menéndez Maceiras | Blaž Kavčič Nikola Milojević Jay Clarke Oleksandr Nedovjesov                      |
| 13 novembre | Toyota Challenger Toyota, Japan $50,000+H – Sintetico (i) – 32S/32Q/16D                                | Matthew Ebden 7–6(3), 6–3                              | Calvin Hemery                             | John Millman Hubert Hurkacz            | Andrew Whittington Max Purcell Tatsuma Itō Lee Duck-hee                           |
| 13 novembre | Toyota Challenger Toyota, Japan $50,000+H – Sintetico (i) – 32S/32Q/16D                                | Max Purcell Andrew Whittington 6–3, 2–6, [10–8]        | Ruben Gonzales Christopher Rungkat        | John Millman Hubert Hurkacz            | Andrew Whittington Max Purcell Tatsuma Itō Lee Duck-hee                           |
| 20 novembre | Hua Hin Challenger Hua Hin, Thailandia $150,000 – Cemento – 32S/32Q/16D                                | John Millman 6–2, 6–2                                  | Andrew Whittington                        | Gō Soeda Tatsuma Itō                   | Matthew Ebden Edan Leshem Kwon Soon-woo Aleksej Vatutin                           |
| 20 novembre | Hua Hin Challenger Hua Hin, Thailandia $150,000 – Cemento – 32S/32Q/16D                                | Sanchai Ratiwatana Sonchat Ratiwatana 6–4, 5–7, [10–5] | Austin Krajicek Jackson Withrow           | Gō Soeda Tatsuma Itō                   | Matthew Ebden Edan Leshem Kwon Soon-woo Aleksej Vatutin                           |
| 20 novembre | Bengaluru Open Bangalore, India $100,000+H – Cemento – 32S/32Q/16D                                     | Sumit Nagal 6–3, 3–6, 6–2                              | Jay Clarke                                | Yuki Bhambri Yang Tsung-hua            | Blaž Kavčič Prajnesh Gunneswaran Ante Pavić Antoine Escoffier                     |
| 20 novembre | Bengaluru Open Bangalore, India $100,000+H – Cemento – 32S/32Q/16D                                     | Michail Elgin Divij Sharan 6–3, 6–0                    | Ivan Sabanov Matej Sabanov                | Yuki Bhambri Yang Tsung-hua            | Blaž Kavčič Prajnesh Gunneswaran Ante Pavić Antoine Escoffier                     |
| 20 novembre | Internazionali di Tennis Castel del Monte Andria, Italia €43,000+H – Sintetico (i) – 32S/32Q/16D       | Uladzimir Ihnacik 6(3)–7, 6–4, 7–6(3)                  | Christopher Heyman                        | Filippo Baldi Mirza Bašić              | Franko Škugor Andrea Pellegrino Viktor Galović Zdeněk Kolář                       |
| 20 novembre | Internazionali di Tennis Castel del Monte Andria, Italia €43,000+H – Sintetico (i) – 32S/32Q/16D       | Lorenzo Sonego Andrea Vavassori 6–3, 3–6, [10–7]       | Sander Arends Sander Gillé                | Filippo Baldi Mirza Bašić              | Franko Škugor Andrea Pellegrino Viktor Galović Zdeněk Kolář                       |
| 20 novembre | Rio Tennis Classic Rio de Janeiro, Brasile $50,000+H – Terra rossa – 32S/32Q/16D                       | Carlos Berlocq 6–4, 2–6, 3–0 rit.                      | Jaume Munar                               | Thiago Monteiro Pedro Cachín           | Rogério Dutra da Silva Guilherme Clezar José Hernández-Fernández Andrea Collarini |
| 20 novembre | Rio Tennis Classic Rio de Janeiro, Brasile $50,000+H – Terra rossa – 32S/32Q/16D                       | Máximo González Fabrício Neis 5–7, 6–4, [10–4]         | Marcelo Arévalo Miguel Ángel Reyes Varela | Thiago Monteiro Pedro Cachín           | Rogério Dutra da Silva Guilherme Clezar José Hernández-Fernández Andrea Collarini |

## Distribuzione punti
| Categoria torneo                                                      | Singolare | Singolare | Singolare | Singolare | Singolare | Singolare | Singolare | Singolare | Singolare | Singolare | Doppio | Doppio | Doppio | Doppio | Doppio |
| Categoria torneo                                                      | V         | F         | SF        | QF        | 1/8       | 1/16      | Q         | Q3        | Q2        | Q1        | V      | F      | SF     | QF     | 1/8    |
| --------------------------------------------------------------------- | --------- | --------- | --------- | --------- | --------- | --------- | --------- | --------- | --------- | --------- | ------ | ------ | ------ | ------ | ------ |
| Challenger 150.000 $+H Challenger 127.000 €+H                         | 125       | 75        | 45        | 25        | 10        | 0         | +5        | 0         | 0         | 0         | 125    | 75     | 45     | 25     | 0      |
| Challenger 150.000 $ o 125.000 $+H Challenger 127.000 € o 106.500 €+H | 110       | 65        | 40        | 20        | 9         | 0         | +5        | 0         | 0         | 0         | 110    | 65     | 40     | 20     | 0      |
| Challenger 125.000 $ o 100.000 $+H Challenger 106.000 € o 85.000 €+H  | 100       | 60        | 35        | 18        | 8         | 0         | +5        | 0         | 0         | 0         | 100    | 60     | 35     | 18     | 0      |
| Challenger 100.000 $ o 75.000 $+H Challenger 85.000 € o 64.000 €+H    | 90        | 55        | 33        | 17        | 8         | 0         | +5        | 0         | 0         | 0         | 90     | 55     | 33     | 17     | 0      |
| Challenger 75.000 $ Challenger 64.000 €                               | 80        | 48        | 29        | 15        | 7         | 0         | +3        | 0         | 0         | 0         | 80     | 48     | 29     | 15     | 0      |
| Challenger 50.000 $+H Challenger 43.000 €+H                           | 80        | 48        | 29        | 15        | 6         | 0         | +3        | 0         | 0         | 0         | 80     | 48     | 29     | 15     | 0      |